# Corinium Dobunnorum

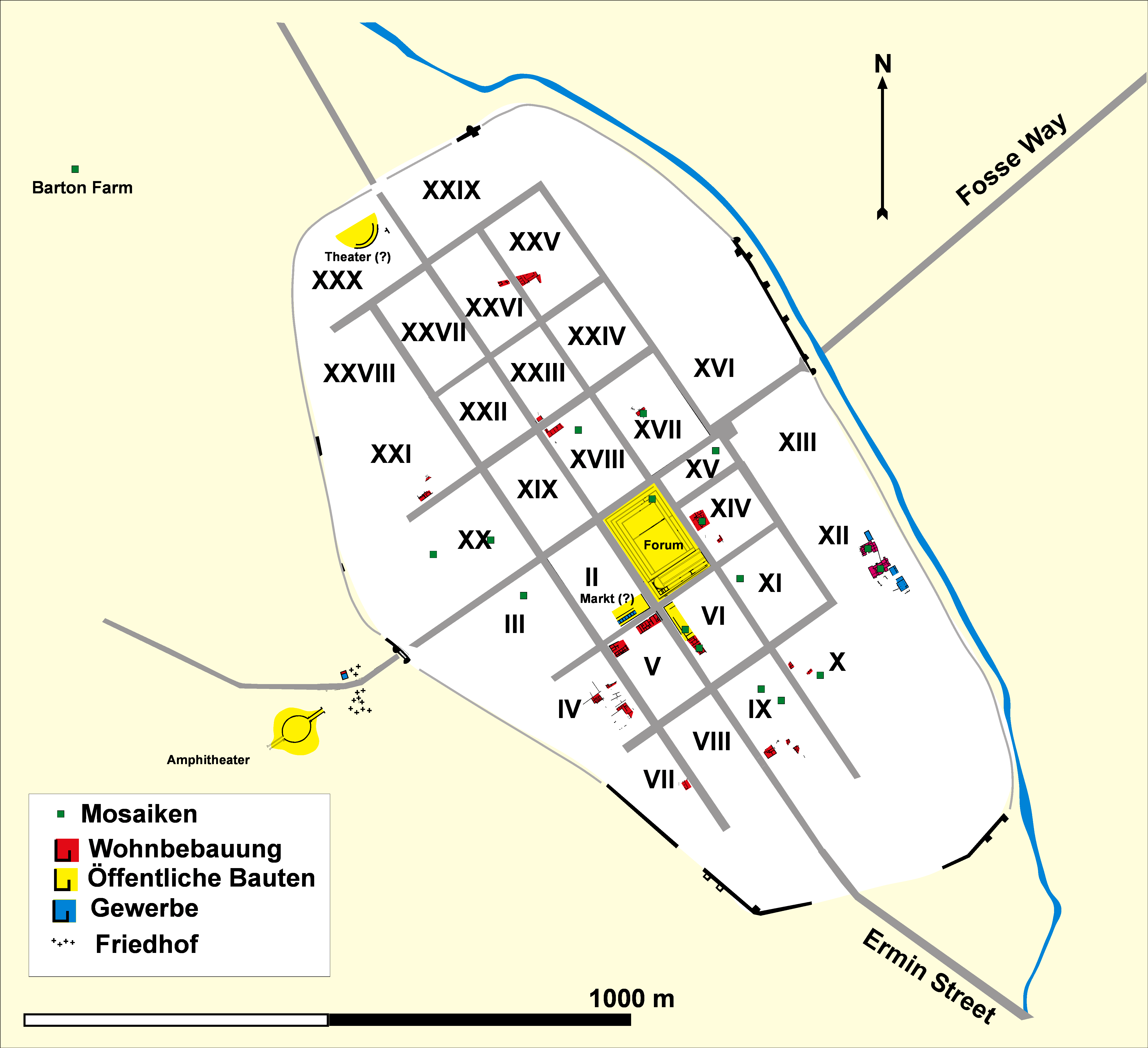
Archäologischer Plan der römischen Stadt; nicht alle eingezeichneten Reste waren gleichzeitig in Benutzung

Corinium Dobunnorum (oder nur Corinium) ist der antike Name der römischen Stadt Cirencester in Gloucestershire, England. Es handelte sich mit 96 Hektar um die zweitgrößte Stadt des römischen Britannien. Die Stadt war Hauptort der Civitates der Dobunni und damit Verwaltungszentrum einer Stammesgemeinde. Als Vorort dieser Gemeinde wurde die Stadt mit allen wichtigen öffentlichen Gebäuden wie einem Forum, einer Basilika, Bädern und einem Amphitheater ausgestattet. Die Stadt war darüber hinaus auch das administrative und wirtschaftliche Zentrum im Westen der britischen Insel. Am Ende des 3. Jahrhunderts n. Chr. wurde Corinium Dobunnorum Sitz der Verwaltung der neu eingerichteten römischen Provinz Britannia prima.

## Name
Corinium ist die romanisierte Version eines keltischen Namens, der vielleicht original Cironion lautete. Andere Interpretationen ziehen eine Verbindung zu Ceri in Wales oder zu dem keltischen mythischen Begriff Cuirenn. Demnach erscheint die Stadt als Cironium Dobunorum bei dem Geographen von Ravenna. Dobunni ist der Name des hier siedelnden keltischen Stammes, der auch vor der Ankunft der Römer eigene Münzen prägte. Insgesamt wird die Stadt in antiken Quellen nur bei zwei Geografen genannt. Sie erscheint in keinen weiteren Quellen. Claudius Ptolemäus (II, 3, 12) bezeichnet Corinium (κορίνιον) als Hauptort der Dobunni. Es ist nicht bekannt, wann die Stadt diesen Namen erhielt. Vielleicht war es der Name des in der Nähe gelegenen Oppidums und wurde später auf diese Siedlung übertragen oder das Militärlager erhielt den Namen bei seiner Gründung.

## Lage und Umland
Corinium Dobunnorum liegt im Westen des heutigen Englands in einer Region, die landwirtschaftlich sehr ertragreich ist und daher bis heute zu den wohlhabendsten Englands gehört. Die Stadt liegt an dem kleinen Fluss Churn an der Stelle, an der er aus dem Kalksteingebirge von Cotswolds in das flache Schwemmland der Themse eintritt. Das ummauerte Stadtgebiet liegt dabei ziemlich genau in dem vom Fluss geschaffenen Tal. Die Stadt befindet sich am Knotenpunkt wichtiger Straßen, was sicherlich schnell zu ihrem Wachstum und ihrer Bedeutung beitrug. Vom Südwesten traf der „Fosse Way“ auf die Stadt, der das nahe am Meer gelegene Isca Dumnoniorum (Exeter) mit der römischen Kolonie Lindum Colonia (Lincoln) verband. Die „Ermine Street“ kam von Südosten und verband Calleva Atrebatum (Silchester) mit der römischen Kolonie Glevum (Gloucester) nördlich der Stadt gelegen. Die „Akeman Street“ hatte ihren Ausgangspunkt in der Stadt und verband sie mit Verulamium (St Albans) weiter östlich in der Provinz Britannia gelegen.
Das Umland von Corinium Dobunnorum ist ausgesprochen reich an römischen Villen (villae rusticae), die zum großen Teil ihre Blütezeit im 4. Jahrhundert n. Chr. erlebten, als die Stadt zur Hauptstadt (caput provinciae) der neu erschaffenen Provinz Britannia prima wurde. Ungefähr 25 Villen liegen innerhalb eines Radius von 20 Kilometer. Dazu zählen die Villa von Woodchester und Chedworth, die auch durch ihre reiche Ausstattung auffallen. Diese Villen sind oftmals Gründungen des 1. oder 2. Jahrhunderts n. Chr., sind aber erst am Ende des 3. und zu Beginn des 4. Jahrhunderts n. Chr. ausgebaut und reich ausgestattet worden. Dies steht sicherlich mit der Erhebung von Corinium Dobunnorum zur Provinzhauptstadt in Verbindung, ist aber auch an anderen Orten zu beobachten und hat auch mit gesellschaftlichen Veränderungen in der Spätantike zu tun. Die Städte verloren an Bedeutung. Die Landgüter gewannen an Bedeutung.
Die nächste größere römische Stadt war Glevum, die nur 27 Kilometer nordwestlich von Corinium Dobunnorum entfernt liegt. Diese Nähe zweier wichtiger Städte ist einmalig im römischen Britannien. Glevum hatte den Status einer colonia, einer römischen Kolonie. Es war von Anfang an eine wohlhabende Stadt, die jedoch nie ein bedeutendes Wachstum zeigte, während sich Corinium Dobunnorum schnell zur zweiten Metropole Britanniens entwickelte. Über die Gründe dieser unterschiedlichen Entwicklungen kann nur spekuliert werden. Es ist vermutet worden, dass die Bürger Glevums, die ja meist Kriegsveteranen waren, einfach konservativer waren, nicht offen für Neuankömmlinge, was diese davon abschreckte, in die Kolonie zu ziehen und deshalb Corinium Dobunnorum bevorzugten, wo Veteranen nicht die Belange der Stadt dominierten.

## Geschichte

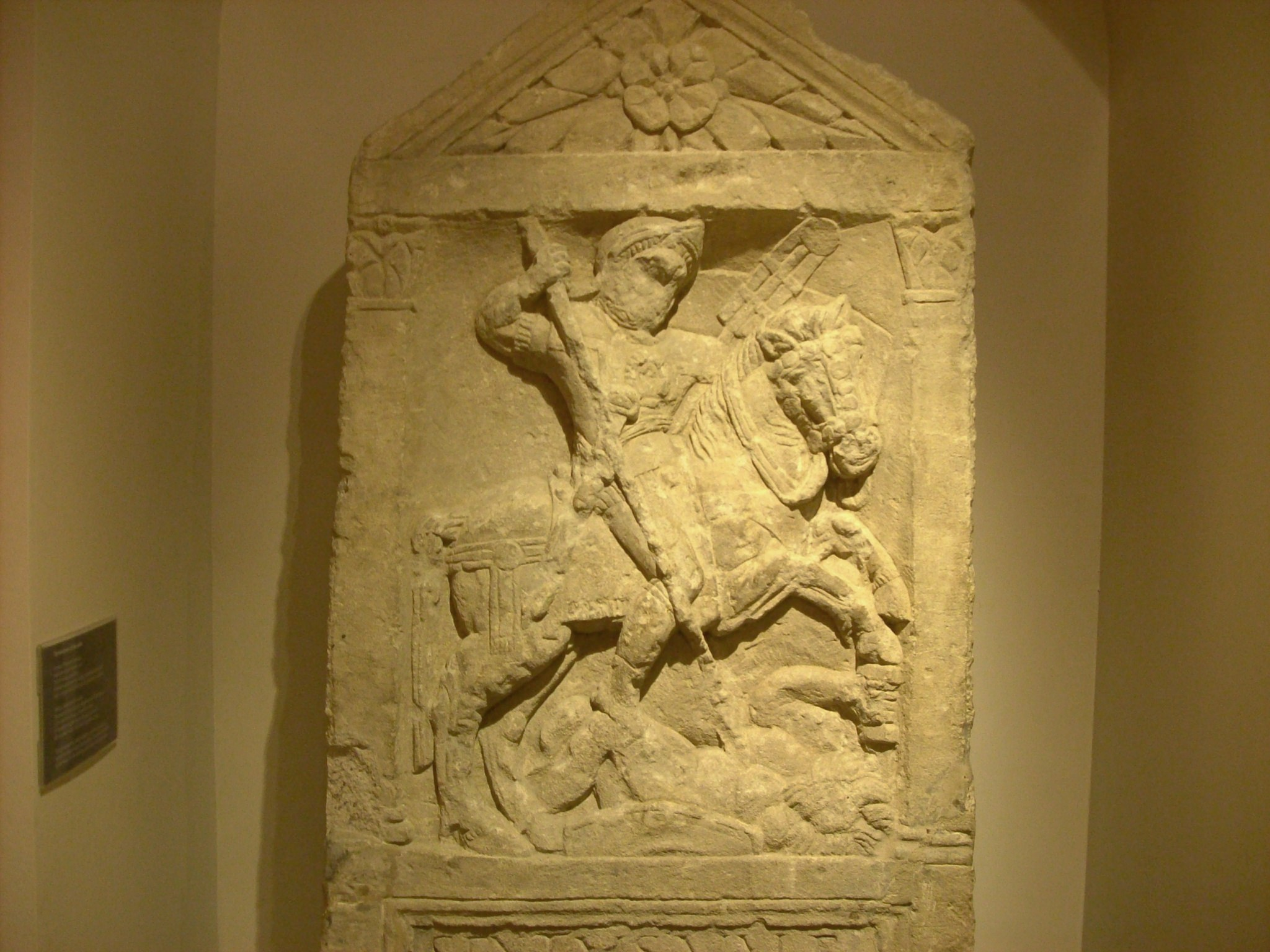
Grabstein eines Reiters

Die Stadt oder zumindest ein Vorgängerort in dieser Gegend (wohl 4,8 Kilometer nordwestlich gelegen, bei Bagendon) war in vorrömischer Zeit Hauptort des keltischen Stammes der Dobunni. Die Dobunni und damit dieser Teil Britanniens kamen im Jahr 44 bis 45 n. Chr. unter römische Herrschaft. Im Jahr 47 n. Chr. wurde die Grenze an der Stelle des späteren „Fosse Way“ festgelegt und es wurden verschiedene Grenzlager zur Sicherung der neu eroberten Provinz errichtet. Auch an der Stelle des späteren Corinium Dobunnorum wurde ein militärisches Lager erbaut, neben dem eine zivile Siedlung (Vicus) entstand. Dieses Lager wurde um 50 n. Chr. durch ein weiteres ersetzt. Hier wurde nach der Aussage von zwei Grabsteinen eine Kavallerieabteilung stationiert. Es war die Ala Gallorum Indiana und später die Ala I Thracum.
Die alte keltische Stadt Bagendon wurde offensichtlich nicht zerstört, aber es hat den Anschein, dass immer mehr Menschen in die Nähe des Militärlagers zogen, da die dort stationierten Reiter finanzkräftig waren und die Einheimischen auf lukrative Geschäftsmöglichkeiten hoffen konnten. Diese Zivilsiedlung neben dem Lager bestand hauptsächlich aus Holzbauten. Das eigentliche Lager war rechteckig mit Gräben und lag im Zentrum der späteren Stadt. In den folgenden Jahren verschob sich die Provinzgrenze, wodurch das Lager nicht mehr gebraucht und die Truppen abgezogen wurden. Als das Lager aufgegeben wurde, gab es hier schon eine blühende Zivilsiedlung. Die römische Stadt Corinium Dobunnorum wurde in der Mitte der 70er-Jahre n. Chr. gegründet und erhielt die Funktion des Verwaltungszentrums der Civitates der Dobunni. Die Gründe für die Wahl dieses Ortes scheinen eindeutig. Einerseits hatte der Ort eine verkehrstechnisch günstige Lage, andererseits lebten hier wahrscheinlich zahlreiche Dobunni, darunter vermutlich auch viele, die zu dem alten Adel des keltischen Stammes gehörten und möglicherweise immer noch einflussreiche Positionen innehatten.
Die neu gegründete Stadt erhielt einen Stadtplan mit sich rechtwinklig kreuzenden Straßen und öffentlichen Gebäuden, wozu ein Markt, ein Forum und eine Stadtmauer (diese wurde aber erst am Ende des 2. Jahrhunderts n. Chr. errichtet) gehörten. Im folgenden 3. Jahrhundert n. Chr. erlebte Corinium Dobunnorum eine erste Blütezeit, was man vor allem an den reich ausgestatteten Wohnbauten im Stadtgebiet ablesen kann. Das Forum gehörte zu den größten im römischen Britannien, was wiederum die wirtschaftliche Bedeutung der Stadt von Anfang an unterstreicht.
Im Jahr 212 oder 213 teilte Caracalla die römische Provinz Britannia in die Provinzen Britannia inferior (Nordengland bis zum Hadrianswall) und Britannia superior (Südengland und Wales) auf. Corinium Dobunnorum gehörte ab nun wahrscheinlich zur Provinz Britannia superior, deren Hauptstadt Londinium (London) war. Das 3. Jahrhundert war in fast allen Teilen des Römischen Reiches eine Zeit politischer Krisen und des wirtschaftlichen Niedergangs. Wahrscheinlich in dieser Periode erhielt die Stadt eine Stadtmauer aus Stein. Bauarbeiten an anderen öffentlichen Gebäuden sind jedoch kaum bezeugt.

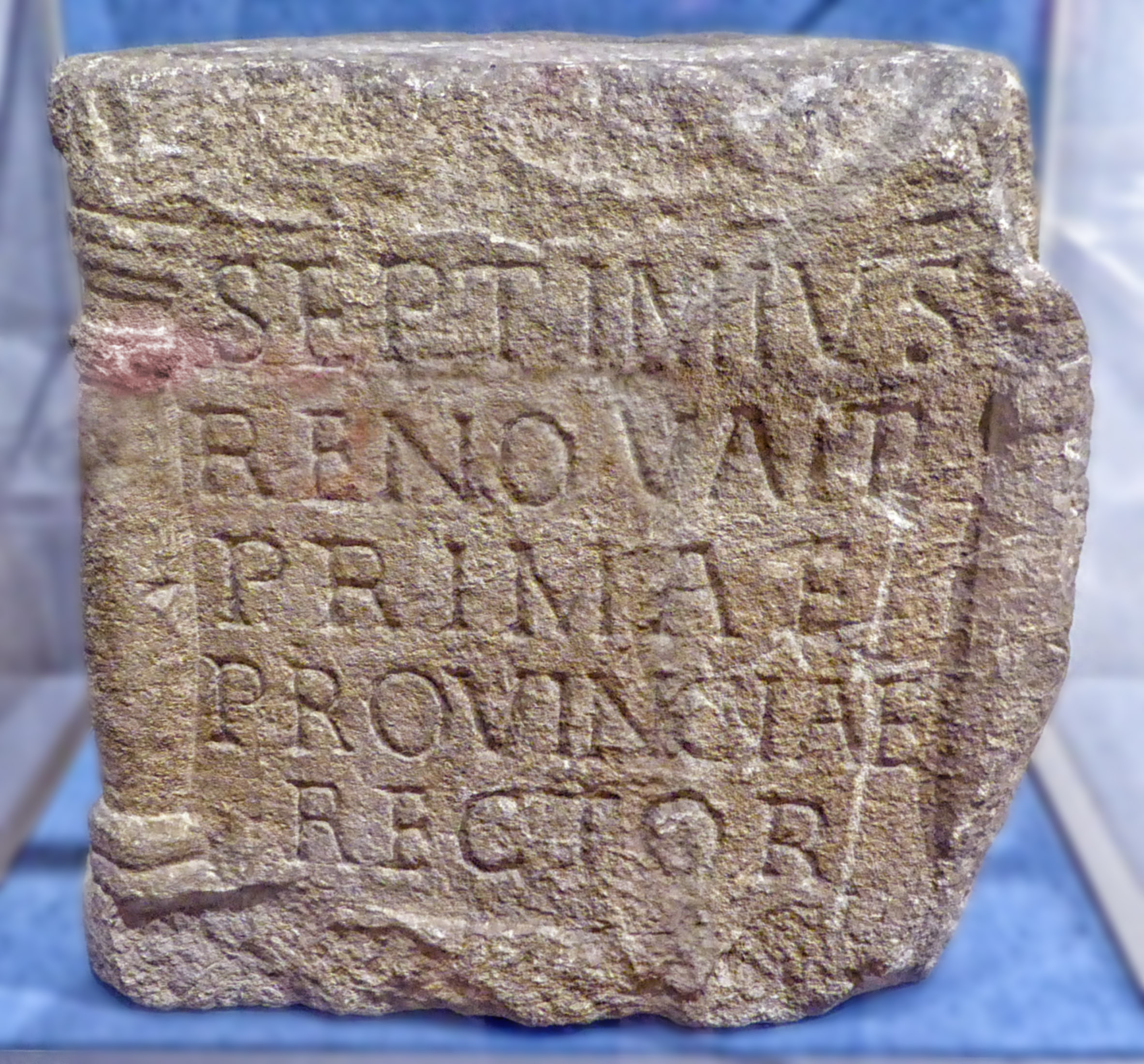
Säulenpostament mit Inschrift, die L. Septimius, Statthalter von Britannia prima, nennt

Unter Kaiser Diokletian gab es eine weitere Teilung römischer Provinzen. Die Stadt wurde im 4. Jahrhundert wahrscheinlich die Hauptstadt der Provinz Britannia prima. Dies wird nirgendwo ausdrücklich erwähnt, doch fand man 1891 die Basis einer Säule, die von L. Septimius […], dem Statthalter (praeses) der Provinz Britannia prima, errichtet wurde. Daneben deuten die zahlreichen Umbauten im 4. Jahrhundert auf eine besondere Stellung der Stadt. In dieser Zeit erlebte die Stadt ihre größte Blütezeit, was auch an den zahlreichen, reich mit Mosaiken ausgestatteten Wohnhäusern erkennbar ist. Die Struktur der Wohnbebauung in der Stadt änderte sich. Viele kleine und mittlere Wohnhäuser wurden abgerissen und durch wenige, oftmals prächtige Stadtvillen ersetzt. Dies mag auf eine Veränderung der Sozialstrukturen in der Stadt hindeuten und hat möglicherweise mit dem Verschwinden der Mittelschicht zu tun. Auch das Umland erlebte im 4. Jahrhundert eine Zeit besonderen Wohlstands. Aus keinem anderen Teil Britanniens stammen so viele große und reich ausgestattete Villen.
Es ist kaum etwas zu Christen in der Stadt bekannt. 1868 wurde ein Fragment eines Wandverputzes mit folgenden eingeritzten Buchstaben gefunden. Es handelt sich jedoch nach heutigem Erkenntnisstand um ein magisches Sator-Quadrat:
R O T A S
O P E R A
T E N E T
A R E P O
S A T O R
Die Zeichenfolge zu einem Kreuz umarrangiert ergibt das Vaterunser PATERNOSTER. Die Inschrift wird als ein geheimer Hinweis auf das Christentum, zu einer Zeit, als diese Religion noch unterdrückt wurde, interpretiert.

### Niedergang der Stadt
Die Blütezeit der Stadt hielt bis ungefähr 375 an. Danach fand ein langsamer Niedergang statt. Es wurde veranschlagt, dass um 375 noch 23 der ausgegrabenen Stadthäuser (die natürlich nur einen kleinen Teil der einstigen Bebauung darstellten) bewohnt waren. Um 400 waren es jedoch nur noch zehn, um 425 nur noch vier und danach kein einziges mehr. Eine vergleichbare Studie untersuchte die Anzahl der bewohnten oder zumindest genutzten Räume. Demnach erlebte die Stadt um 350 ihre größte Blüte mit etwa 150 Räumen, die in den ausgegrabenen Gebieten genutzt wurden. Um 375 waren es noch etwa 145 Räume. Um das Jahr 400 waren es dagegen nur noch etwa 45 und um das Jahr 425 weniger als 10. Nach 375 ist also ein starker Verfall zu beobachten: Corinium Dobunnorum wurde, wie fast alle römischen Orte Britanniens im 5. Jahrhundert, langsam aufgegeben. Das Forum wurde vielleicht bis um 430 benutzt. Archäologische Reste aus dieser und der folgenden Zeit sind jedoch ausgesprochen spärlich. Im Amphitheater fanden sich Reste einfacher Hütten, die darauf hindeuten, dass sich eine Restbevölkerung in den folgenden Jahren an diesen leicht zu verteidigenden Ort zurückzog. Für das Jahr 577 wird in der Angelsächsischen Chronik ein britischer König in der Stadt erwähnt und dass die Stadt von den Sachsen Cuthwine und Ceawlin erobert wurde. Dort wird die Stadt schon als Cirenceaster bezeichnet.

## Forschungsgeschichte
Die Erforschung der römischen Reste in der Stadt begann schon sehr früh. John Leland (1503–1552) war im Jahr 1533 von Heinrich VIII. zum King's Antiquary ernannt worden und er bereiste Britannien um alte Monumente zu beschreiben. In Cirencester beschrieb er die Stadtmauer als fast zwei Meilen lang. Er kopierte eine Inschrift mit dem Text PONT MAX und sammelte Münzen. Er sah Mosaiken und beschrieb das Amphitheater, ohne es jedoch als solches zu erkennen. Ein anderer früher Forscher war William Stukeley (1687–1765). 1724 publizierte er das Buch Itinerarium Curiosum, in dem er verschiedene antike Monumente Englands behandelte. Er beschrieb die antike Stadtmauer von Cirencester und erwähnt, dass man fast täglich Mosaiken und Münzen in der Stadt finden würde. Samuel Rudder (1726–1801) verfasste ein Werk über die Geschichte von Gloucestershire (1779). Ein Teil davon wurde als separates Buch als The History and Antiquities of Cirencester publiziert. Darin wurden viele archäologische Funde beschrieben. Rudder war wahrscheinlich der erste, der die Funktion der Reste des Amphitheaters erkannte. Samuel Lysons (1763–1819) publizierte 1817 den ersten Plan von Cirencester mit den Umrissen der antiken Stadt. Die ersten archäologischen Ausgrabungen in Cirencester fanden vielleicht schon 1824 statt. John Skinner (1772–1839) besuchte die Stadt auf seinen umfangreichen Reisen. Aus seinen Notizen geht hervor, dass er Grabungen im Amphitheater durchführte, um zu sehen, ob es Steinbänke hatte. Er kam zum Schluss, dass das Theater nicht römisch, sondern britisch sei und unter römischen Anweisungen gebaut wurde. Im neunzehnten Jahrhundert war man vor allem an der Sammlung von Objekten interessiert. Es entstanden besonders in privater Hand umfangreiche Sammlungen, die dann den Grundstock zu Museen bildeten. In Cirencester führte die Entdeckung der Mosaiken in der „Dyer Street“ im Jahr 1849 zur Gründung eines Museums. Lord Bathurst ließ diese Mosaiken auf eigene Kosten heben. 1856 wurde ein Museum eingerichtet, in dem die Mosaiken ausgestellt wurden. Um die Basilika der Stadt auszumachen, führte Wilfred Cripps 1897 bis 1898 Grabungen durch. Er hinterließ gute Pläne, doch liefert er kaum Details zur Baugeschichte, was damals in der Archäologie ansonsten üblich war. Am Beginn des 20. Jahrhunderts gab es eine erste wissenschaftliche Untersuchung zur Stadt. Francis John Haverfield sammelte alle Daten zu der Stadt und publizierte sie in einem Artikel. Seit 1952 leitete Mary Rennie verschiedene Grabungen in der Stadt. Sie hatte mit dem bekannten britischen Archäologen Mortimer Wheeler in Verulamium und Maiden Castle gegraben und war daher mit Ausgrabungen römischer Städte vertraut. 1958 wurde das Cirencester Excavation Committee gegründet, das sich speziell um Grabungen in der Stadt kümmerte. Vor allem in den 1960er und 1970er Jahren gab es zahlreiche Bauarbeiten in der Stadt, die die Möglichkeit boten, zumindest ausschnittsweise Grabungen durchzuführen. Die Stadt wurde systematisch untersucht und die Grabungsergebnisse wurden in mehreren Bänden publiziert, die nicht nur die aktuellen Ausgrabungen präsentierten, sondern auch ältere Grabungen.

## Die Stadt
Die Stadt hatte 30 Insulae (Häuserblocks), die von der modernen Forschung mit römischen Ziffern durchnummeriert wurden. An vielen Stellen konnten bei Ausgrabungen Reste der antiken Stadt gefunden werden, so dass der Ort zu den besser erforschten römischen Städten Englands gehört. Trotzdem sind noch viele Fragen ungeklärt. Vor allem gibt es verschiedene öffentliche Bauten, die für so gut wie alle römischen Städte dieser Größe gut belegt sind, jedoch bisher nicht in Corinium Dobunnorum. Es konnte bisher mit Sicherheit kein Tempel und auch kein öffentliches Bad identifiziert werden.
Zu Einwohnerzahlen ist nichts überliefert. Alle Überlegungen bleiben sehr grobe Schätzungen, die oftmals von mittelalterlichen Städten in vergleichbarer Größe ausgehen. Demnach mag Corinium Dobunnorum von 5.000 bis zu 20.000 Einwohner gehabt haben.

### Forum

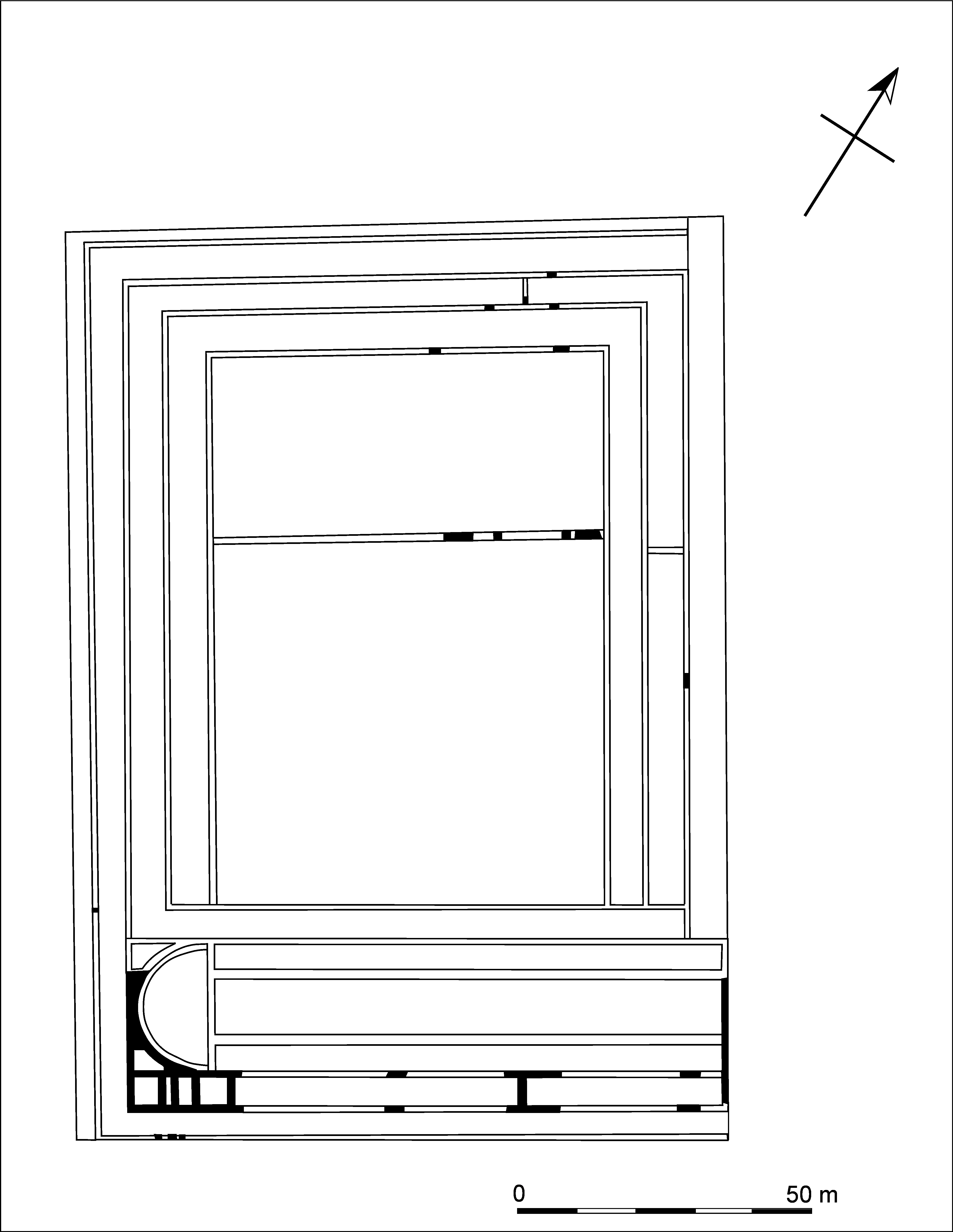
Das Forum in Corinium Dobunnorum; die ausgegrabenen Teile sind schwarz

Das Forum der Stadt ist nur zu einem kleinen Teil bekannt. Verschiedene Stichgrabungen lieferten ein ganz allgemeines Bild zu dem Bau, wobei aber viele Detailfragen ungeklärt blieben. Die Anlage (168 × 104 Meter) befand sich in der Mitte der Stadt und nahm eine ganze Insula („Insula I“) ein. In der Mitte befand sich der übliche große Hof, der von Läden gesäumt war. Im Süden befand sich eine große Basilika mit einer Apsis. Im 4. Jahrhundert n. Chr. wurde das Forum durch eine Mauer im Hof in zwei Teile unterteilt. Der Gang hinter den Kolonnaden im Hof wurde mit einem Mosaikfußboden, der mit geometrischen Muster dekoriert war, versehen. Die Mosaiken datieren anhand einer Münze nach 335 n. Chr. Diese Veränderungen stehen vielleicht mit der Erhebung von Corinium Dobunnorum zur Provinzhauptstadt in Verbindung. Diese späten Veränderungen sind auch deshalb bemerkenswert, da in vielen anderen römischen Städten Britanniens Foren zur etwa gleichen Zeit aufgegeben wurden.
Die Basilika wurde zwischen 1897 und 1898 und dann nochmals 1961 zum Teil ausgegraben. Sie hatte drei Schiffe und war etwa 101 Meter lang und 23,8 Meter breit. An der Westseite gab es eine Apsis, während es an der Ostseite keine gab. Der Boden der Apsis war in der ersten Bauphase mit Steinen gepflastert. An der Südaußenseite der Basilika schloss sich eine Reihe von Räumen an, die die Längsseite der Basilika flankierten. Es handelte sich wahrscheinlich zunächst um Geschäftszimmer, die aber im 4. Jahrhundert n. Chr. zu Werkstätten umfunktioniert wurden. Es fanden sich hier Belege für Metallverarbeitung. Der Haupteingang des Apsis lag wahrscheinlich im Norden. In der Apsis fanden sich das Fragment eines Auges einer überlebensgroßen Bronzestatue.
Das eigentliche Forum war an der Außenfassade von einer Kolonnade umgeben. Auch der 107 × 84 Meter große Innenhof hatte eine Kolonnade. Der Innenhof war mit Steinplatten gepflastert. Das Forum und die Basilika wurden im letzten Viertel des 1. Jahrhunderts n. Chr. erbaut. Von hier stammen vielleicht auch korinthische Kapitelle, die man in der Nähe fand. Marmorfragmente deuten auf eine reiche Ausstattung. Die Basilika wurde schon in der Mitte des 2. Jahrhunderts n. Chr. renoviert. Wahrscheinlich ist sie zu schnell erbaut worden, ohne zu bedenken, dass sich unter ihr die Reste der Gräben des römischen Militärlagers befanden, die wiederum im Laufe der Zeit nicht genug Halt boten. Als Folge sanken Teile der Mauern und mussten erneuert werden. Weitere Umbauten datieren in das 4. Jahrhundert n. Chr., wobei nicht immer klar ist, ob es sich bei den Veränderungen um eine einzelne Renovierung handelte, oder ob diese Umbauten im Laufe der Zeit, wenn nötig, stattfanden.

### Markt
Neben dem Forum hatte die Stadt vielleicht auch einen separaten Markt. Dieser war anscheinend fast so groß wie das Forum und nahm damit mindestens die Hälfte der „Insula II“, ein, die direkt neben dem Forum lag. Bei der Anlage hier handelte es sich zunächst um einen freien Platz. Dieser wurde im 2. Jahrhundert n. Chr. mit einer Reihe von Läden begrenzt. Es wurden Portiken zur Straßenseite, aber auch zum Hof hin errichtet. Nach den Münzfunden ist der Bau um 350 bis 360 n. Chr. aufgegeben worden. Die Interpretation als Markt (Macellum) ist jedoch bei weitem nicht sicher. Eine andere Option ist, dass es sich um eine Palästra für ein öffentliches Bad handelte. In der Nähe des Baues wurden Gruben mit Tierknochen gefunden, die vom 2. bis ins frühe 5. Jahrhundert n. Chr. datieren. Dies wurde als sicherer Beleg dafür angesehen, dass es sich hier um einen Markt, vielleicht sogar um einen Fleischmarkt, handelte. Da diese Gruben jedoch einen so großen Zeitraum abdecken und teilweise in eine Zeit nach der Aufgabe des Baues datieren, scheint die Verbindung der Gruben zu einem Markt nicht sehr wahrscheinlich. Immerhin ist die Trennung von Markt und Forum bemerkenswert und deutet an, dass Corinium Dobunnorum schon von Anbeginn vom Reichtum in einer landwirtschaftlich wohlhabenden Gegend profitierte.

### Amphitheater

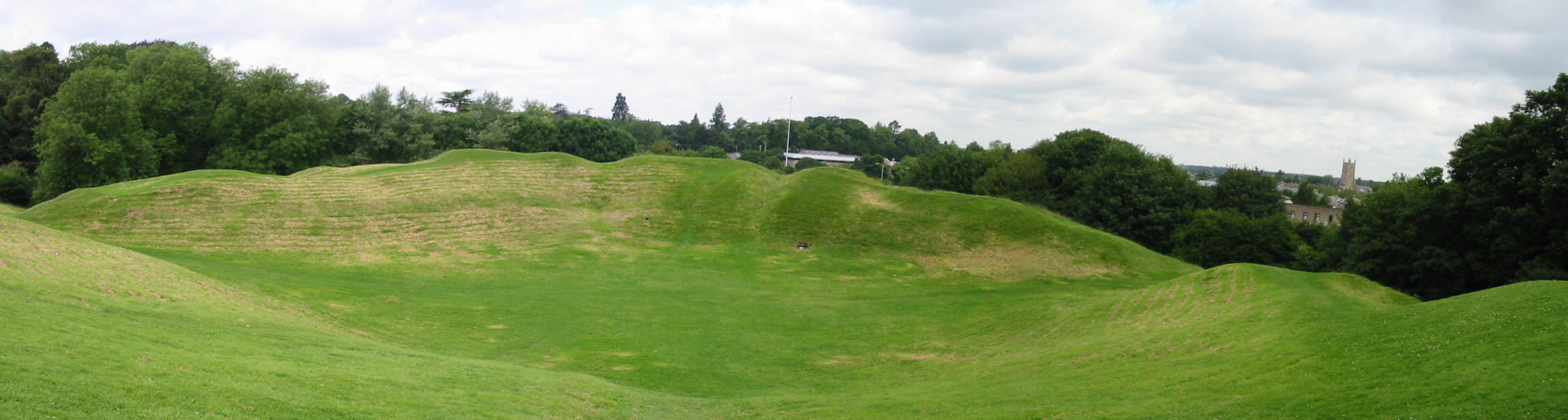
Das Amphitheater heute

Die Stadt hatte ein Amphitheater, das sich ca. 500 Meter südwestlich des Stadtzentrums, außerhalb der Stadtmauern befand. Das Theater findet sich in der Mulde eines Steinbruches und wurde wahrscheinlich an der Wende vom 1. zum 2. Jahrhundert n. Chr. errichtet. Die Eingänge zur 41 × 49 Meter großen Arena waren mit Holz und Trockenmauern verkleidet. Die Zuschauerränge befanden sich an den Abhängen der Mulde. Nur kurze Zeit später, am Beginn des 2. Jahrhunderts n. Chr. wurden die Arena und der Zugang zur Arena im Norden mit Stein verkleidet. In der Mitte des 2. Jahrhunderts n. Chr. wurde der Zugang nochmals renoviert. Zwei kleine Kammern wurden beiderseits des Eingangs eingefügt. Die Mauern, die die Arena von den Zuschauertribünen trennten, wurden vollkommen neu errichtet. Es ist nicht sicher wie lange das Amphitheater als solches benutzt wurde. Mindestens in der Mitte des 4. Jahrhunderts n. Chr. wurde das Theater als solches aufgegeben und darauf für andere Zwecke benutzt. In dieser Zeit wurden vor allem die Mauern der Arena eingerissen und ihr Zugang wurde erweitert. In der Arena fanden sich zahlreiche Pfostenlöcher. Es wurde vermutet, dass sie nun als Markt benutzt wurde. Im 5. Jahrhundert n. Chr. scheint es ein Zufluchtsort für die Restbevölkerung der Stadt gewesen zu sein. Das Theater ist noch heute als große grasbedeckte Mulde erhalten. Im Mittelalter und der Neuzeit wurden die Ruinen als Bull Ring bezeichnet.

### Weitere Bauten

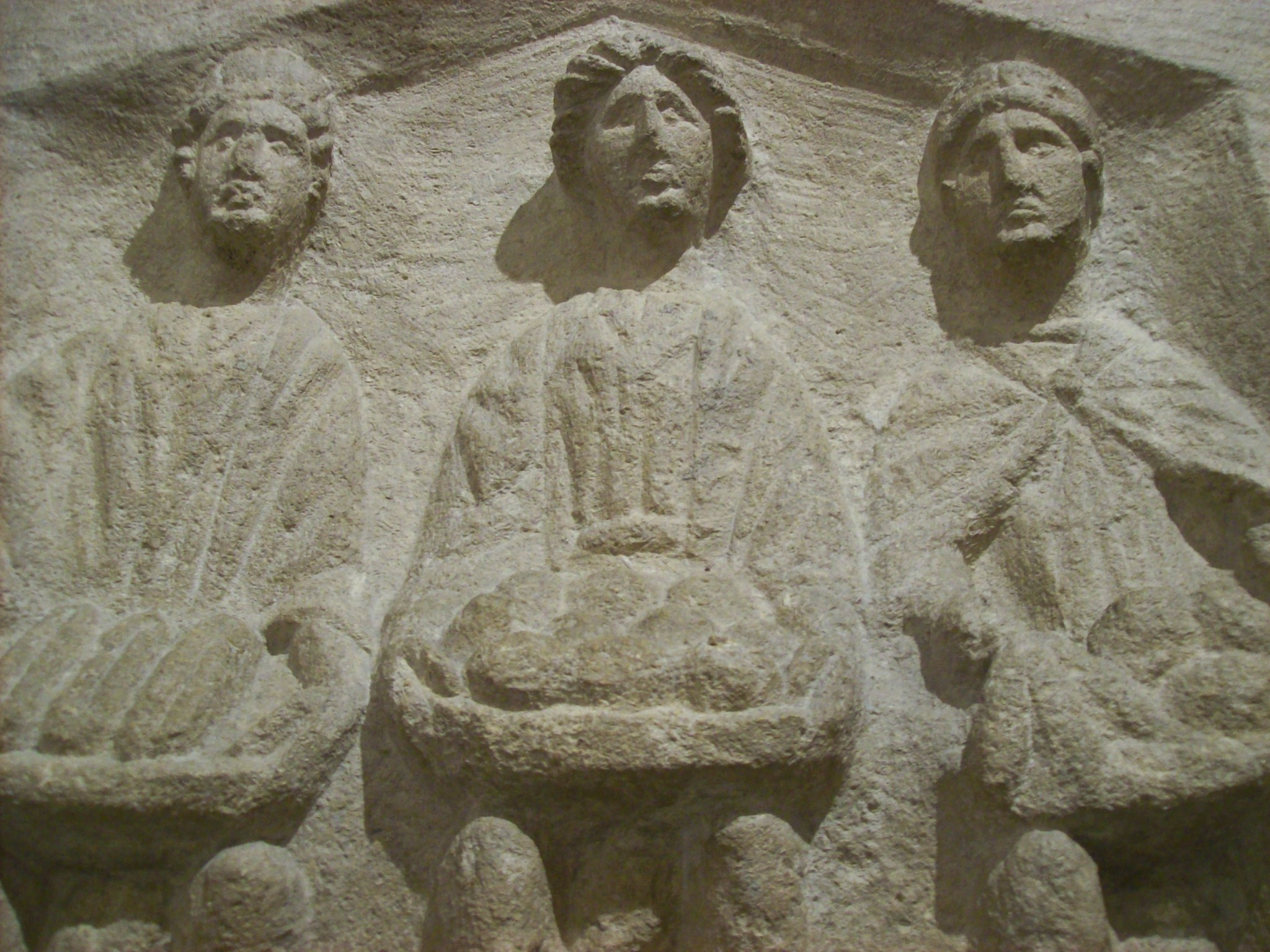
Altar der Deae Matres

In „Insula VI“ kamen Reste eines weiteren öffentlichen Gebäudes zu Tage. Es maß etwa 75 × 38 Meter. Es fanden sich Mauern, die sich zu einem großen Hof mit Umgang ergänzen lassen. Der Umgang war mit einfachen Mosaiken dekoriert. Die Außenseite der Anlage hatte einen Portikus. Das Innere bildete einen großen Hof, der aber nur zu einem kleinen Teil ausgegraben werden konnte, so dass nicht bekannt ist, ob sich im Inneren des Hofes weitere Strukturen befanden. Die Anlage wurde in der Mitte des 2. Jahrhunderts n. Chr. errichtet und war bis zum frühen 5. Jahrhundert n. Chr. in Betrieb. Die Funktion dieses Bezirkes ist unbekannt. Es mag sich um einen Markt, um einen Tempelbezirk oder vielleicht um die Palästra eines Bades gehandelt haben, obwohl die letzte Option am unwahrscheinlichsten erscheint.
Weitere öffentliche Bauten konnten bisher nicht mit Sicherheit lokalisiert werden. In „Insula XXX“ kamen bei verschiedenen jeweils sehr begrenzten Grabungen zwischen 1962 und 1968 Mauern zu Tage, die wahrscheinlich zwei Halbkreise bildeten. Vielleicht handelt es sich um die Reste eines Theaters. Die Grabungsausschnitte sind jedoch viel zu begrenzt, um bestimmte Aussagen zu erlauben. Es gibt auch Unstimmigkeiten. Die wenigen Theater in britischen Städten liegen meist im Stadtzentrum, während diese Mauern am Stadtrand liegen. Eine Option ist immerhin, dass das Theater im Zusammenhang mit einem Tempelbezirk stand. Dies mag auch hier der Fall sein, obwohl von dem Tempel bisher nichts gefunden wurde.
Tempel in Corinium Dobunnorum sind nur durch Inschriften belegt. So scheint es ein Heiligtum der Deae Matres gegeben zu haben. Dieses ist durch den Fund von Skulpturen und Altären in „Insula XX“, die mit dieser Göttin in Verbindung stehen, belegt. Es ist jedoch auch vermutet worden, dass diese Funde mit einer Bildhauerwerkstatt zu identifizieren sind.

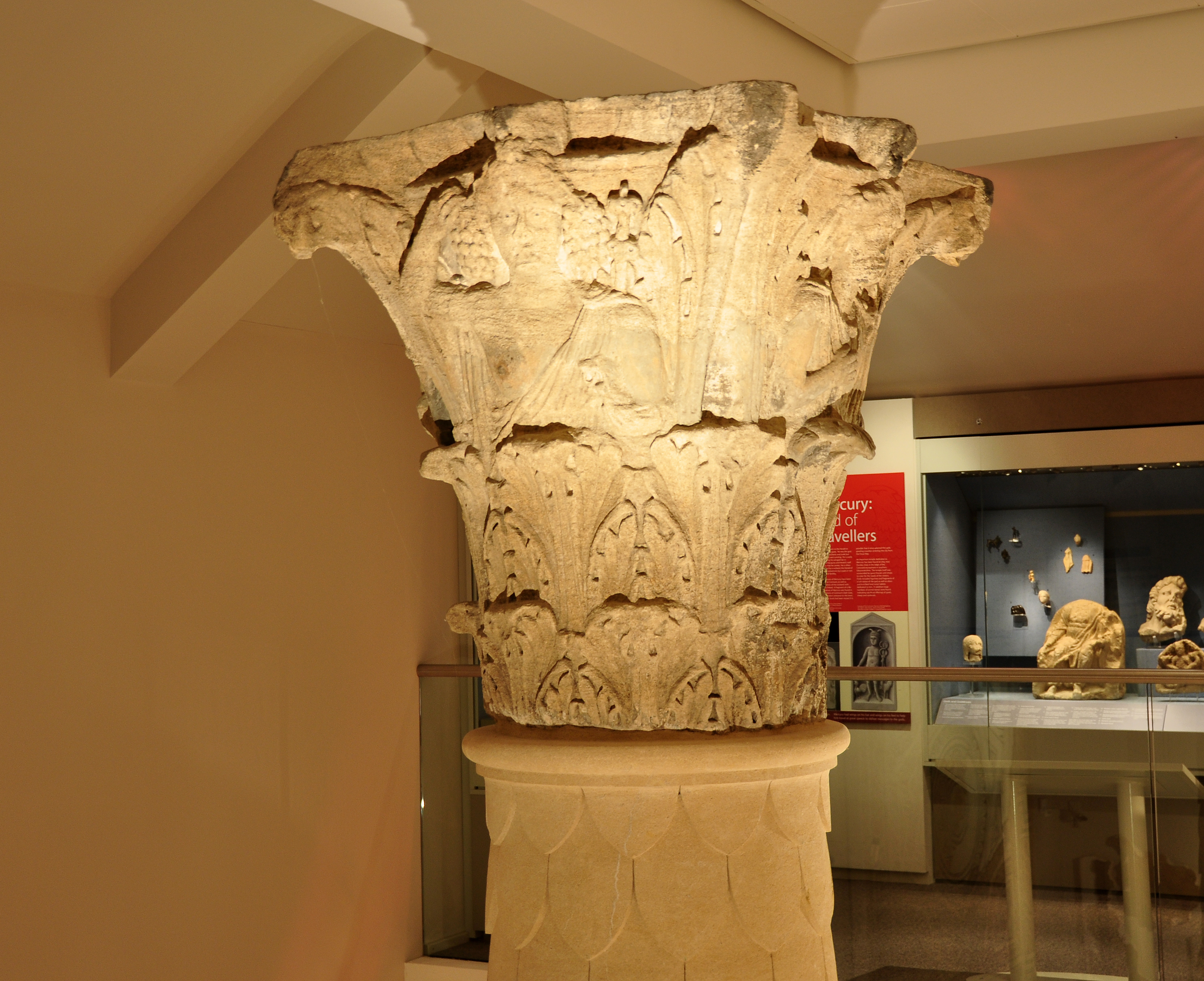
Korinthisches Figuralkapitell im Corinium Museum

In „Insula XIII“ fand man eine große freie, mit Steinen ausgelegte Fläche. Es wurde vermutet, dass es sich um den Vorplatz eines Tempels handelt. Ohne weitere Grabungen kann dies aber nicht weiter belegt werden. Aus Corinium Dobunnorum stammt auch ein korinthisches Kapitell (etwa einen Meter hoch), das an jeder Seite mit der Figur einer Gottheit geschmückt ist, deren Oberkörper aus dem Kapitell herausragt. Das Kapitell stammt vielleicht von einer Jupitergigantensäule, von der auch ein Teil der Sockelinschrift erhalten ist. Die dargestellten Figuren sind möglicherweise keltische Gottheiten. Der Qualität der Skulptur ist hoch und es ist sogar vermutet worden, dass ein gallischer Künstler am Werk war.

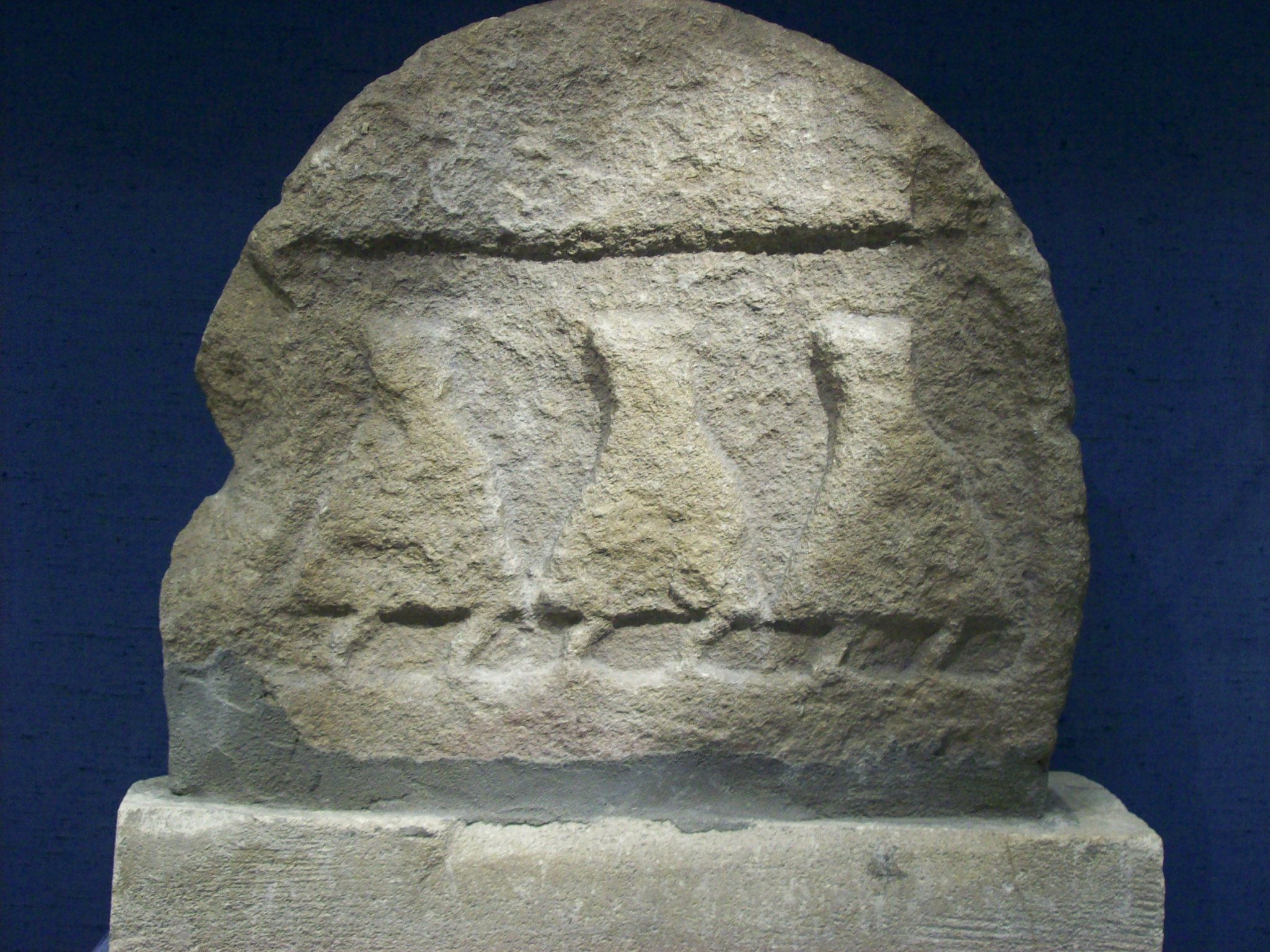
Genii cucullati auf der Reise, Corinium Museum, Cirencester

In der Stadt wurden zwei Inschriften und ein Weihestein für die genii cucullati, gallisch-römische Kapuzendämonen, aufgefunden, die hier also auch verehrt wurden.

### Stadtmauer

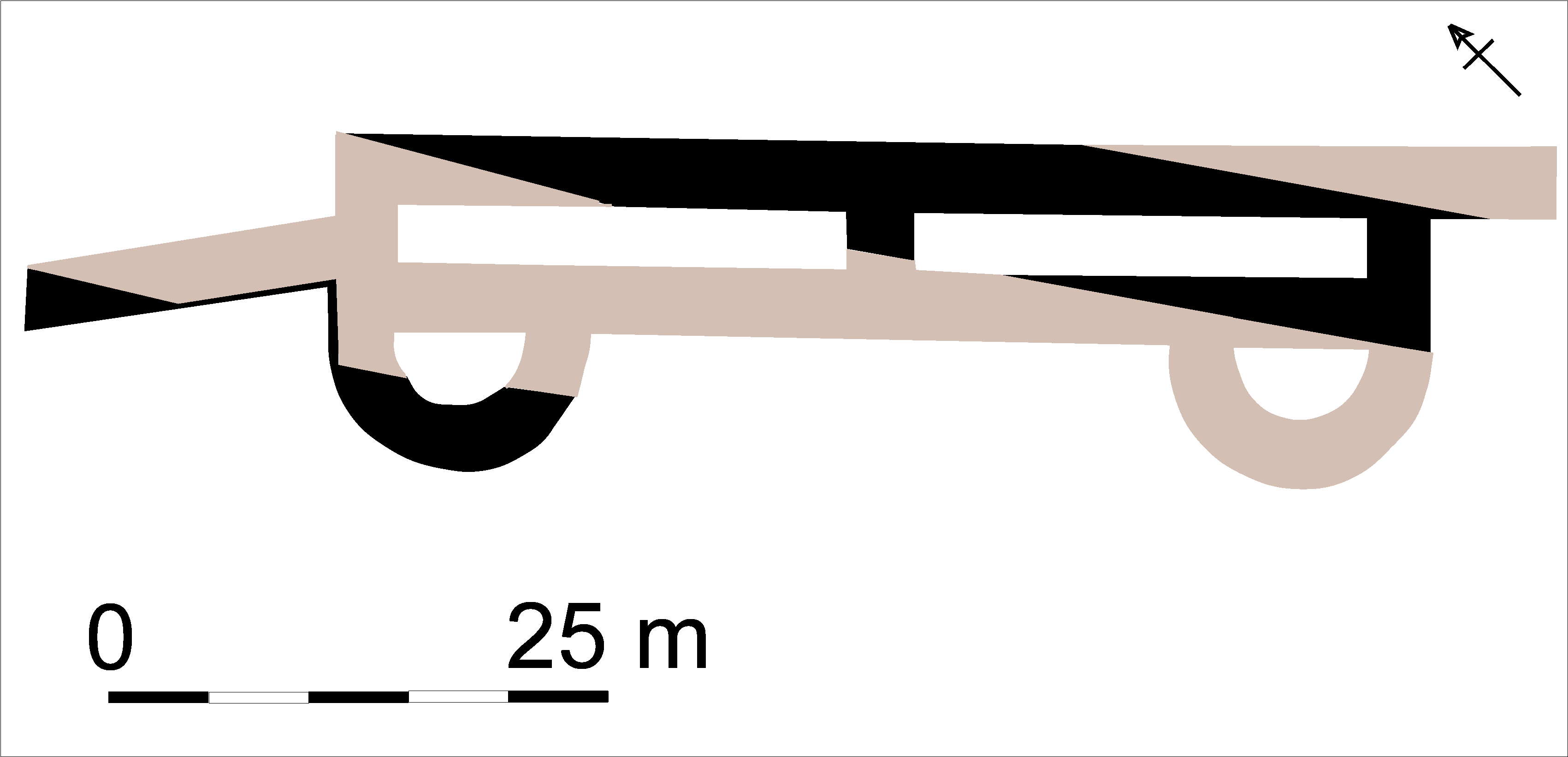
Das Bath Gate; Plan der ausgegrabenen Teile (schwarz)

Das Erbauungsdatum der Stadtmauer ist unsicher und umstritten. Wahrscheinlich wurde schon in der Mitte des 2. Jahrhunderts n. Chr. ein Erdwall errichtet, der etwa 14 Meter breit war, die ganze Stadt umschloss und eine Länge von etwa 3,6 Kilometer hatte. Der genaue Aufbau dieser ersten Befestigung ist unsicher. Wahrscheinlich gab es eine Holzpalisade, Holztürme und Stadttore aus Stein. In der Mitte des 3. Jahrhunderts wurde eine Steinmauer vor den Erdwall gesetzt. In einer dritten Phase im 4. Jahrhundert wurde die Steinmauer auf drei Meter Dicke verstärkt und die noch stehenden Erdwälle wurden weiter erhöht. Daraufhin wurden die Türme aufgegeben und durch neue an der Außenseite der Mauer ersetzt. Die Stadtmauer hatte mindestens vier, wenn nicht sogar mehr Tore. Zwei Tore konnten wenigsten zum Teil ausgegraben werden. Es handelt sich um das modern so bezeichnete Bath Gate und Verulamium Gate, die sich beide auf dem „Fosse Way“ befinden, der im Südwesten in die Stadt eintritt und sie im Nordosten verlässt. Das Verulamium Gate ist fast 30 lang und hat an den Endseiten jeweils einen halbrunden Turm. Das Tor hatte einst wahrscheinlich vier Durchfahrten. Das Bath Gate ist etwas kleiner aber ähnlich aufgebaut und war nur etwa 22 Meter lang. Es hatte wahrscheinlich einst zwei Durchfahrten. Das Verulamium Gate war einst also monumentaler. Es war das Haupttor der Stadt für den Verkehr, der aus der Londinium, der größten Stadt Britanniens kam. Von dort kamen wahrscheinlich die meisten Reisenden und Händler, die dann bei einer Weiterfahrt das Bath Gate nur noch im Rücken, hinter sich hatten.

### Wasserversorgung
Als große Stadt muss Corinium Dobunnorum eine regelmäßige Wasserversorgung gehabt haben, vor allem um die sicher einst vorhandenen Bäder und andere öffentliche sowie private Bauten mit sauberem Wasser zu versorgen. Die eindeutigsten Reste einer Wasserleitung fanden sich beim Verulamium Gate im Westen der Stadt. Hier kamen bei den Ausgrabungen die Reste einer hölzernen Wasserleitung, deren Teile mit Eisenklammern verbunden waren, zu Tage. Die Leitung datiert in das 4. Jahrhundert, mag aber eine ältere Leitung ersetzt haben. Der Ausgräber vermutete, dass einer der Türme im Stadttor als Wasserbehälter (catstellum aquae) diente. Es ist nicht bekannt, woher das Wasser in der Leitung kam. Direkt neben dem Tor fließt die Churn. Saubereres Wasser mag aber von einer weiter entfernt liegenden Quelle gekommen sein, die jedoch bisher nicht mit Sicherheit identifiziert werden konnte. Es kann vermutet werden, dass dies nicht die einzige Wasserzufuhr war, doch ist bisher nichts weiteres Konkretes bei Ausgrabungen gefunden worden. Innerhalb der Stadt gab es daneben noch diverse Brunnen. In einem von ihnen fanden sich die Reste einer Pumpe.

### Wohnbebauung

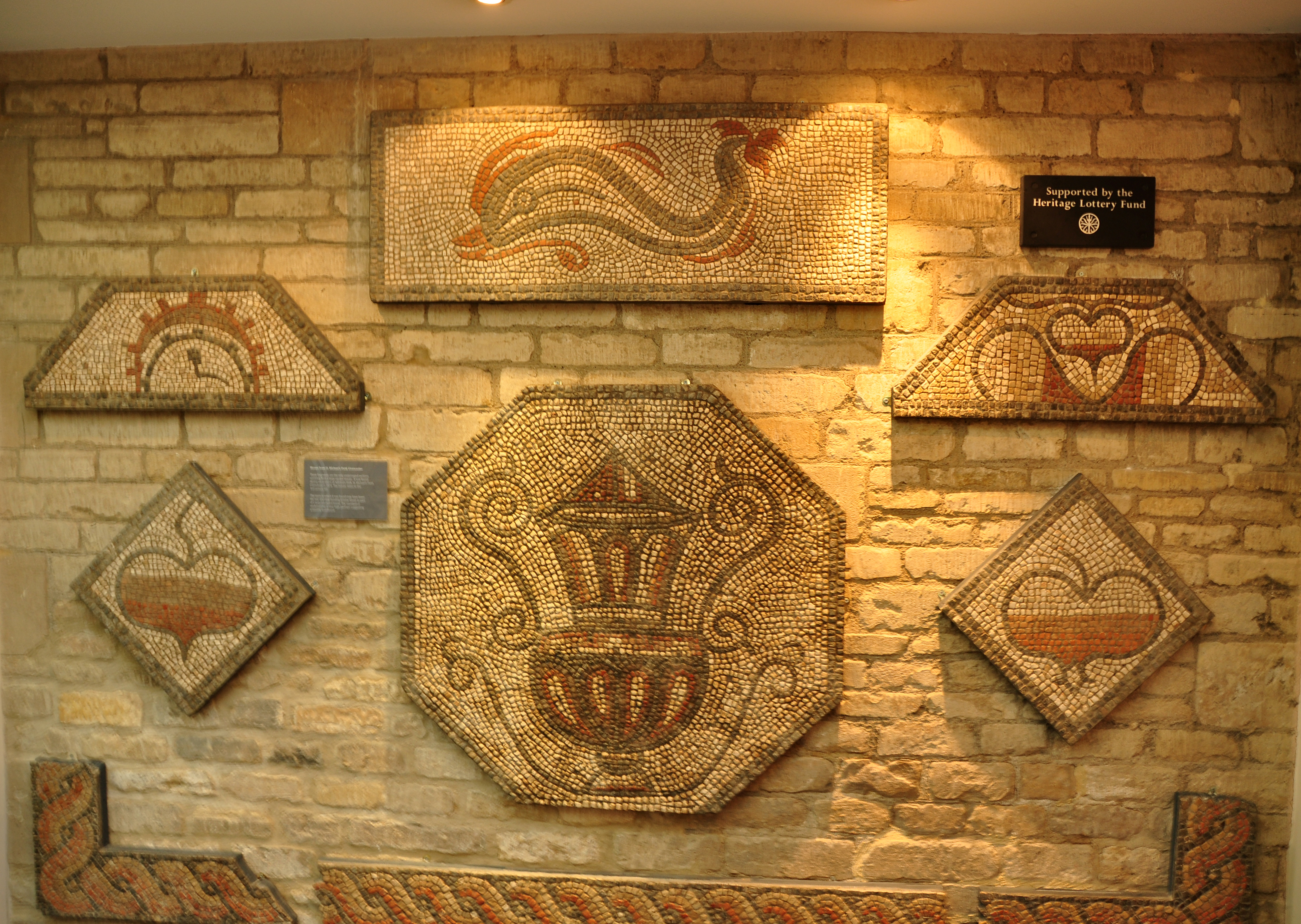
Mosaikfragmenta aus dem 2. Jahrhundert n. Chr.; aus einem Haus von „Insula VI“

Im ganzen Stadtgebiet konnten Wohnbauten bei Grabungen erfasst werden. Oftmals war es jedoch nur möglich einzelne Raumgruppen auszugraben, so dass in vielen Fällen der Charakter einzelner Wohnbauten unsicher bleibt. Die ersten Wohnbauten bestanden aus Holz. Es handelte sich meist um Streifenhäuser; es sind Wohnbauten, die sehr schmal angelegt längsseitig von der Straße tief in die Insula reinreichen. Im Vorderteil befanden sich meist Läden oder Werkstätten, im hinteren Teil der eigentliche Wohnbereich. Es dürfte sich vor allem um die Wohnbauten der städtischen Mittelschichten gehandelt haben, also vor allem um Wohnbauten der Handwerker und Händler. Die frühsten Häuser aus Stein wurden schon am Beginn des 2. Jahrhunderts n. Chr. errichtet. Dies ist früher als in vielen anderen römischen Städten Britanniens, was vielleicht einfach damit zu tun hat, dass Stein in der Umgebung der Stadt leicht zu beschaffen war. In der Stadt fanden sich auch zahlreiche Belege für größer angelegte Häuser, die meist aus zwei oder mehr Flügeln bestanden, die sich um einen Hof gruppierten. Sie hatten zum Teil Portiken. Schon im 2. Jahrhundert erhielten viele Häuser erstklassige Mosaiken. Es handelt sich offensichtlich um die Häuser der städtischen Oberschicht. Die Stadtbebauung scheint nicht sehr dicht gewesen zu sein. In einigen Insulae standen die Häuser dicht and dicht nebeneinander. Aber in „Insula VI“, nahe am Stadtzentrum, gab es selbst zwischen den Streifenhäuser einige Meter Abstand. In dieser Insula lag im 3. Jahrhundert eine größere Fläche für etwa hundert Jahre brach.

#### Insula III
1837 wurde innerhalb der „Insula III“ ein Mosaik aus dem 4. Jahrhundert n. Chr. gefunden. Es hat ein Muster von zwei ineinander verschlungenen Quadraten, die einst viermal abgebildet waren. Im Zentrum von ihnen fand sich eine stilisierte Blüte, die jedoch nur in einem Fall erhalten ist.

#### Insula IV
In der „Insula IV“ kamen bei Bauarbeiten im Jahr 1958 Reste von mehreren Wohnbauten zu Tage. Ein großes Haus hatte einst mindestens zwei Flügel. Der Flügel an der Westseite hatte einen Portikus zum Hof hin, der mit einem einfachen Mosaik dekoriert war. Ein weiterer, 7,8 × 8,1 Meter großer Raum war auch mit einem geometrischen Mosaik dekoriert, das in das 2. Jahrhundert n. Chr. datiert.

#### Insula V
Bei Grabungen im Jahr 1961 kamen ganz im Norden der „Insula V“ eine Reihe von Läden zu Tage, die zunächst aus Holz errichtet worden waren, im Laufe der Zeit jedoch durch Steinbauten ersetzt wurden. Es fanden sich eine Reihe von Öfen, wobei unklar ist, ob es sich um häusliche Öfen oder um solche für ein Handwerk handelte. 1972 kamen bei weiteren Grabungen in derselben Insula ähnliche Bauten zu Tage. Bemerkenswert sind einige Steinarbeiten. Es fanden sich drei Altäre, zwei Säulenbasen, ein kopfloser Adler und eine Gruppe von Genii Cucullati. Von hier stammen auch Wandmalereien aus dem späten 1. Jahrhundert n. Chr., die zum Teil rekonstruiert werden konnten. Sie zeigen über einem Sockel, der Marmor imitiert, rote Paneele. Die Felder dazwischen sind schwarz.

#### Insula VI

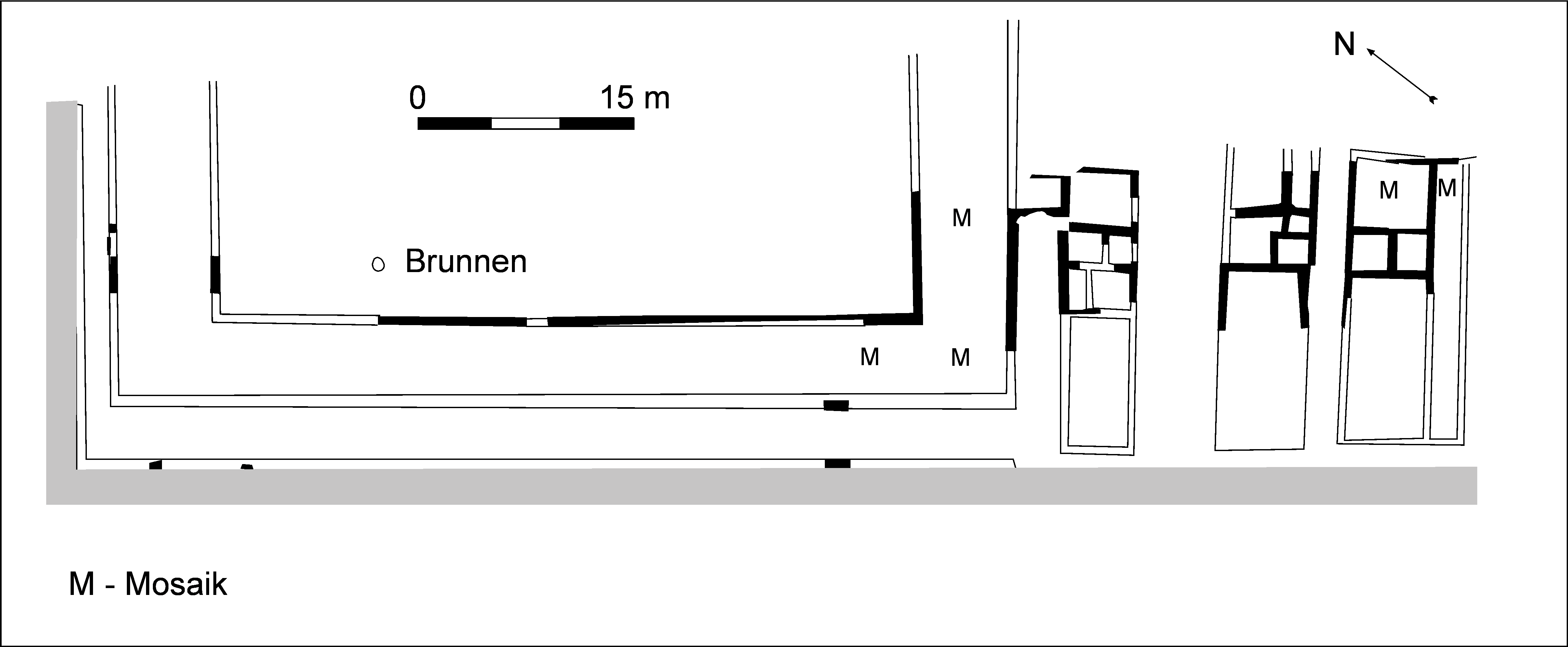
Ausgegrabene Teile der „Insula VI“. Hof eines öffentlichen Baues und Streifenhäuser; Ende 2. Jahrhundert n. Chr.

In „Insula VI“ stand ein öffentliches Gebäude, von dem der Hof freigelegt wurde. Daneben standen Streifenhäuser. In anderen Teilen der Insula konnten Reste von mindestens vier großen Stadthäusern ausgegraben werden. Das Größte wurde 1974 zum Teil freigelegt. An dessen Stelle standen bis am Ende des 3. Jahrhunderts n. Chr. wiederum Streifenhäuser, die durch einen großen Steinbau ersetzt wurden, der mindestens bis zum Ende des 4. Jahrhunderts n. Chr. bewohnt war. Von einem Streifenhaus konnten mindestens vier Räume bei den Grabungen erfasst werden. Das spätere Haus hatte einen Portikus zu einem inneren Hof hin und war mit Mosaiken ausgeschmückt. Der Größte von ihnen war mit einem Mosaik dekoriert, dessen Reste einen Kantharos und zwei Delfine zeigen, ansonsten aber mit geometrischen Mustern dekoriert war. Auch aus dem großen Haus des 4. Jahrhunderts n. Chr. stammt ein Mosaik.

#### Insula VII
Hier fanden sich Reste eines Hauses, das mit Hypokausten und vielleicht mit Mosaiken ausgestattet war. Es fanden sich Ansammlungen loser Mosaiksteine.

#### Insula IX
Reste verschiedener Bauten kamen innerhalb der „Insula IX“ im Laufe der Zeit zu Tage. In dieser Insula wurden 1929 und 1958 Reste eines achteckigen Baues ausgegraben, dessen Boden zum Teil mit einem Mosaik dekoriert war. Der Bau bestand aus einem achteckigen Innenraum mit einem Umgang. Die meisten Räume hatten Hypokausten. Das Gebäude war vielleicht Teil eines Bades. Aus derselben Insula stammen Reste eines Mosaiks, das wahrscheinlich zu einem Wohnhaus gehörte. Von einem anderen Bau sind nur Teile des Plans erhalten. Das Haus bestand aus mindestens drei größeren und mehreren kleineren Räumen. Von einem anderen Haus fanden sich vor allem zwei nebeneinander liegende Räume mit Apsiden, die beide mit Hypokausten ausgestattet waren. Sie sind jeweils etwa vier Meter lang und drei Meter breit. Sie mögen zu einem privaten Bad gehört haben. Diverse Räume im Haus hatten Wandmalereien.

#### Insula X
Auf dem Gebiet der „Insula X“ kamen im Jahr 1922 bei Bauarbeiten die Reste von vier Räumen zu Tage, die alle mit Mosaiken dekoriert waren. Es fand sich ein großer Raum, im Norden davon gab es zwei kleinere und westlich dieser Raumgruppe schloss sich wahrscheinlich ein Portikus an. Die Mosaiken wurden wieder zugeschüttet und sind heute von Farbzeichnungen und Fotografien bekannt. Sie datieren ans Ende des 1. und ins 2. Jahrhundert n. Chr. Sie zeigen alle geometrische Motive.

#### Insula XII

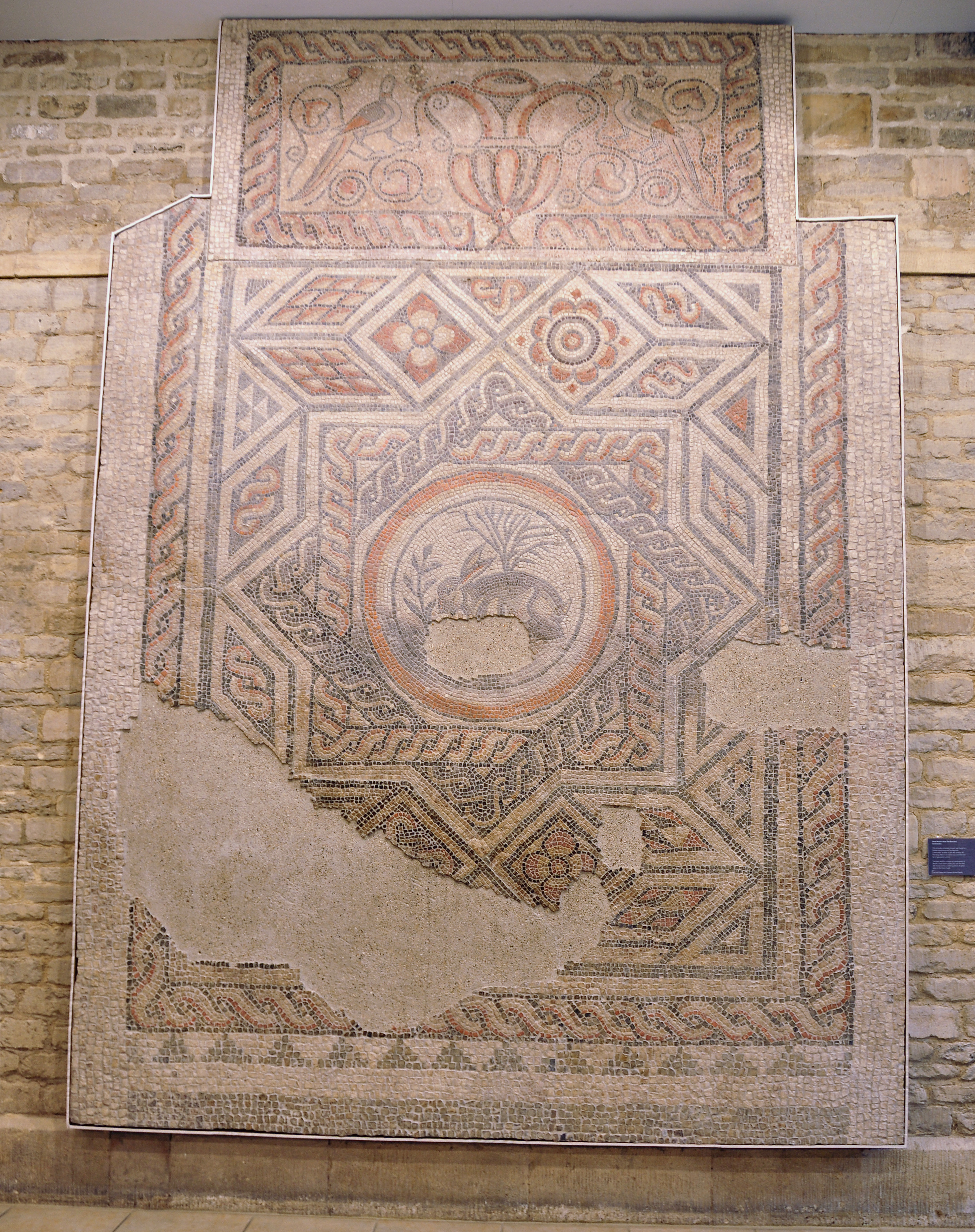
Hasenmosaik aus „Haus 1“

Im Osten der Stadt konnten zwei Stadtvillen des 4. Jahrhunderts n. Chr. vollständig ausgegraben werden. „Haus 1“, im Norden gelegen, war zunächst ein einfacher rechteckiger Bau, der im Laufe der Zeit ausgebaut und immer wieder erweitert wurde. Das Haus hatte im Süden einen Vorbau, der als Eingang diente und mit einem einfachen, einfarbigen Mosaik dekoriert war. Von dort gelangte man in einen langen Raum, der das Haus in zwei Hälften teilte. Auch dieser Raum war mit einem einfarbigen Mosaik dekoriert. Auf der Westseite gab es einen Badetrakt und auf der Ostseite befand sich der Wohnbereich. Zwei Räume im Wohnbereich hatten aufwändigere Mosaiken, während sonst alle Räume wiederum mit einfarbigen oder einfachen zweifarbigen Böden ausgelegt waren. Die dekorierten Mosaiken datieren in das 4. Jahrhundert n. Chr. Das Größere zeigt geometrische Muster und im Zentrum zwei Quadrate, die ineinander greifen. Als Bildmotiv findet sich im Zentrum ein Hase. Der Raum mit dem Mosaik erhielt im 4. Jahrhundert n. Chr. eine Heizung, wobei die Mauern für die Hypokausten auf das Mosaik aufgemauert wurden. Dies mag dazu beigetragen haben, dass es so gut erhalten ist. Im Badetrakt fand sich ein gut erhaltenes Mosaik, das ein flächendeckendes Mäandermuster zeigt. Beim Heben des Mosaiks konnten im darunter liegenden Estrich Hilfslinien beobachtet werden, die offensichtlich gezeichnet wurden, bevor das Mosaik ausgelegt wurde. Direkt nördlich des Hauses fand sich eine Kinderbestattung unter einer Anhäufung von Steinen. Das Kind, das bei oder kurz nach der Geburt verstarb, hatte als Grabbeigabe ein Gefäß mit einem Stein als Deckel. Diverse Räume im Haus besaßen Wandmalereien.
Das südliche Haus („Haus 2“) hatte einen Portikus an der Nordseite und war auch reich mit Mosaiken ausgestattet, die jedoch nicht gut erhalten sind. Das Mosaik im Portikus zeigt ein Labyrinth und mehrere Mäander. Andere Mosaiken im Haus sind komplexer mit verschiedenen Mustern. Auch dieses Haus hatte beheizbare Räume. Zu diesem Haus gehören zwei einfache Gebäude, die in einem Fall nur aus einem großen Raum, im anderen Fall aus einem großen und drei kleineren Räumen bestanden. Es handelte sich wahrscheinlich um Wirtschaftsgebäude, was zur Vermutung führte, dass es sich bei dem ganzen Komplex um eine Villa Rustica innerhalb der Mauern einer Stadt handelte.

#### Insula XVII
Aus einem Haus in „Insula XVII“ stammen Mosaiken des späten 2. oder frühen 3. Jahrhunderts n. Chr., die zu den qualitätsvollsten römischen in Britannien gehören. Von dem Haus, in dem sie ausgelegt waren, ist wenig bekannt. Schon 1783 wurden beim Bau eines Kellers große Teile eines Mosaiks gefunden, das eine Meeresszene zeigt. Es sind Fische, Krebse, aber auch fantastische Meerestiere dargestellt. Im Zentrum gab es vielleicht das Bild Neptuns, das aber nicht erhalten war. Das Mosaik ist heute nur noch von einer alten Zeichnung bekannt. 1849 kam ein weiteres, kleineres, aber besser erhaltenes Mosaik zu Tage. Das Mosaik besteht aus einem runden Bildfeld in der Mitte und darum herum acht Halbkreisen mit teilweise figürlichen, aber auch rein ornamentalen Mustern. Im zentralen Bildfeld sind Jagdhunde dargestellt. Der Bildausschnitt, in dem das gejagte Tier dargestellt war, ist verloren. Andere Bilderfelder zeigen Seetiere und Köpfe des Neptun und der Medusa. Aus einem Nachbarraum desselben Hauses stammt ein weiteres figürliches Mosaik mit den vier Jahreszeiten als Büsten und mythologischen Figuren. Es wurde 1849 gefunden. Das Mosaik ist in etwa quadratisch mit einer Seitenlänge von acht Metern. Es wird von einem Mäander auf drei Seiten gerahmt. An der vierten Seite ist diese Rahmung verloren. Das Hauptfeld zeigt neun Kreise mit Bildmotiven. In den Kreisen an den Ecken finden sich Büsten der vier Jahreszeiten. Frühling, Sommer und Winter sind heute noch erhalten. In den anderen Feldern finden sich mythologische Szenen, von denen jedoch nur zwei erhalten sind. Einmal ist Silenus auf einem Esel dargestellt. In dem zweiten erhaltenen Feld ist Aktaion dargestellt, der von Hunden angegriffen wird. Vier kleine quadratische Felder, die zwischen den größeren liegen, zeigen auch Bilder. Einmal ist das Haupt der Medusa erhalten, ein anderes Mal die Figur eines Bacchanten. In dem Haus fanden sich auch umfangreiche Reste von Wandmalereien.

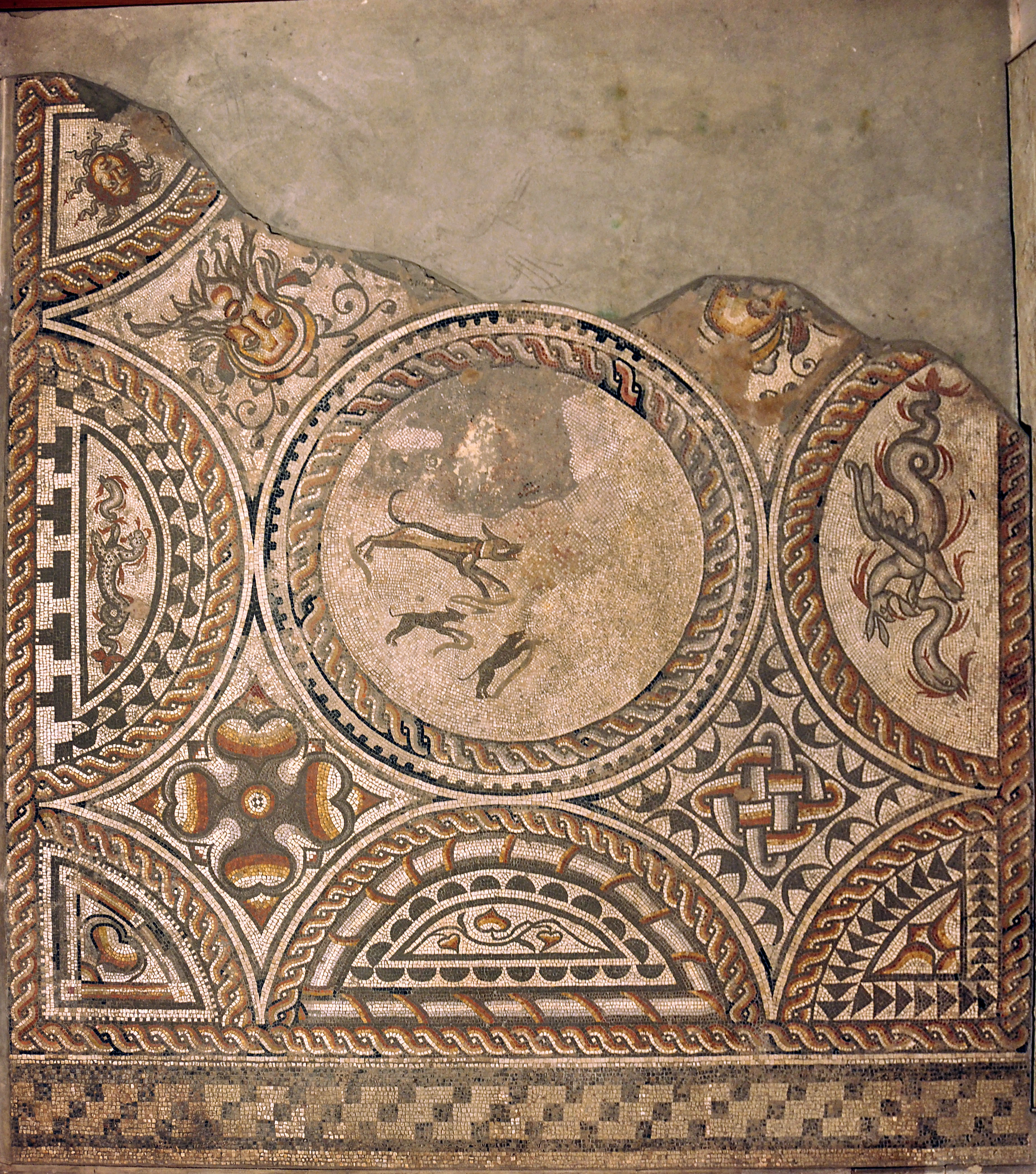
Mosaik mit Jagdhunden
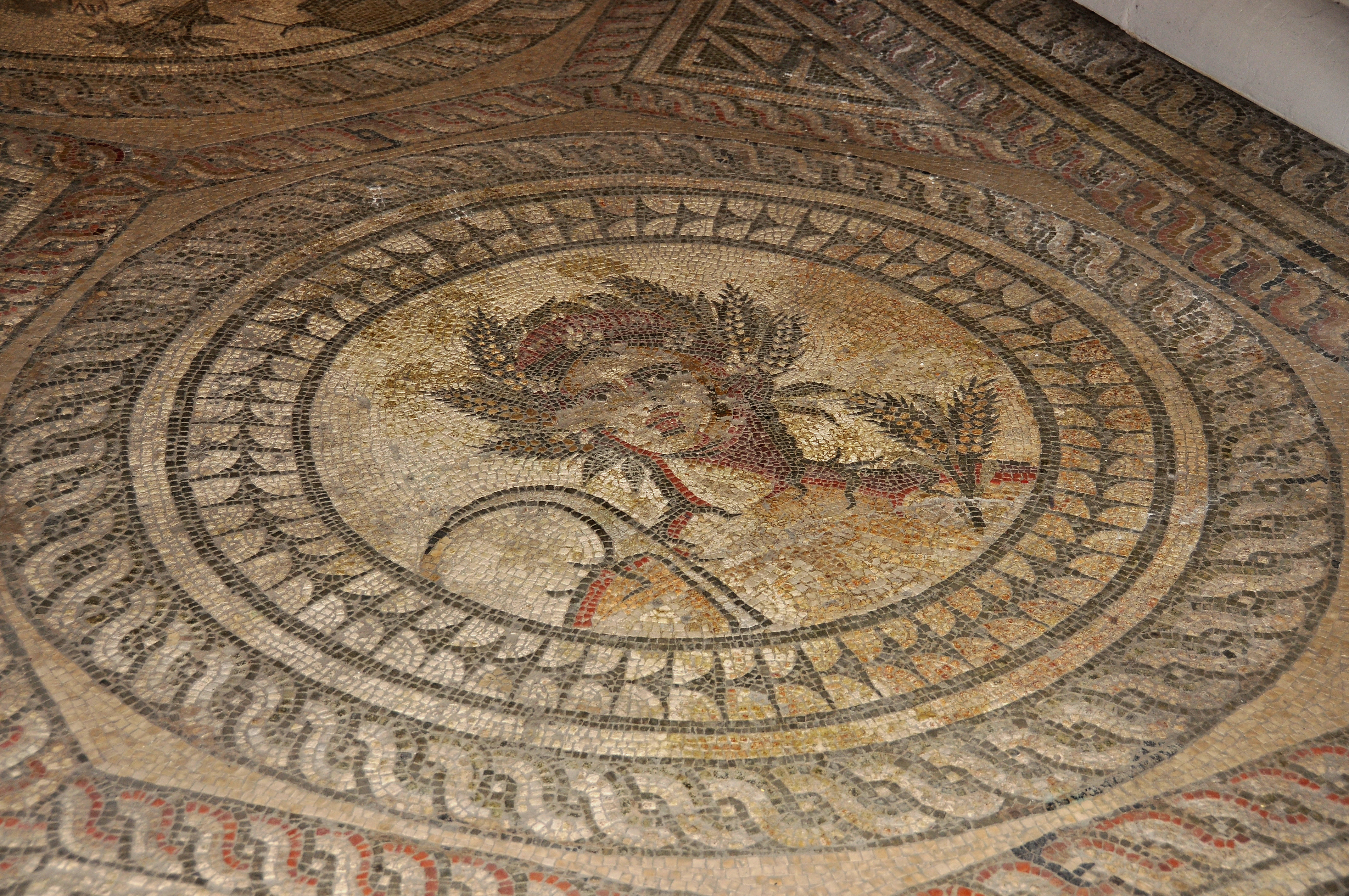
Personifikation des Sommers
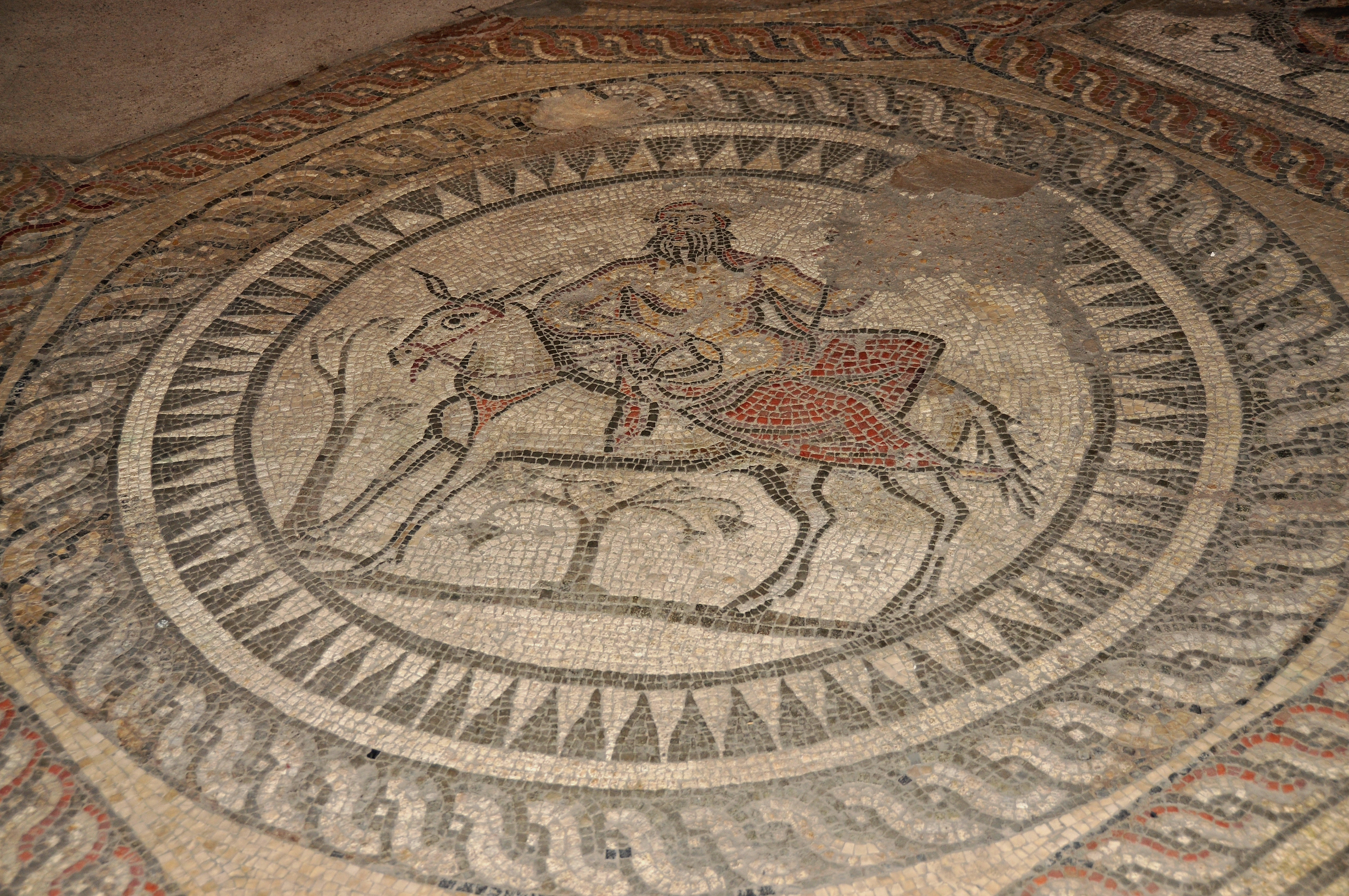
Silenus auf Esel
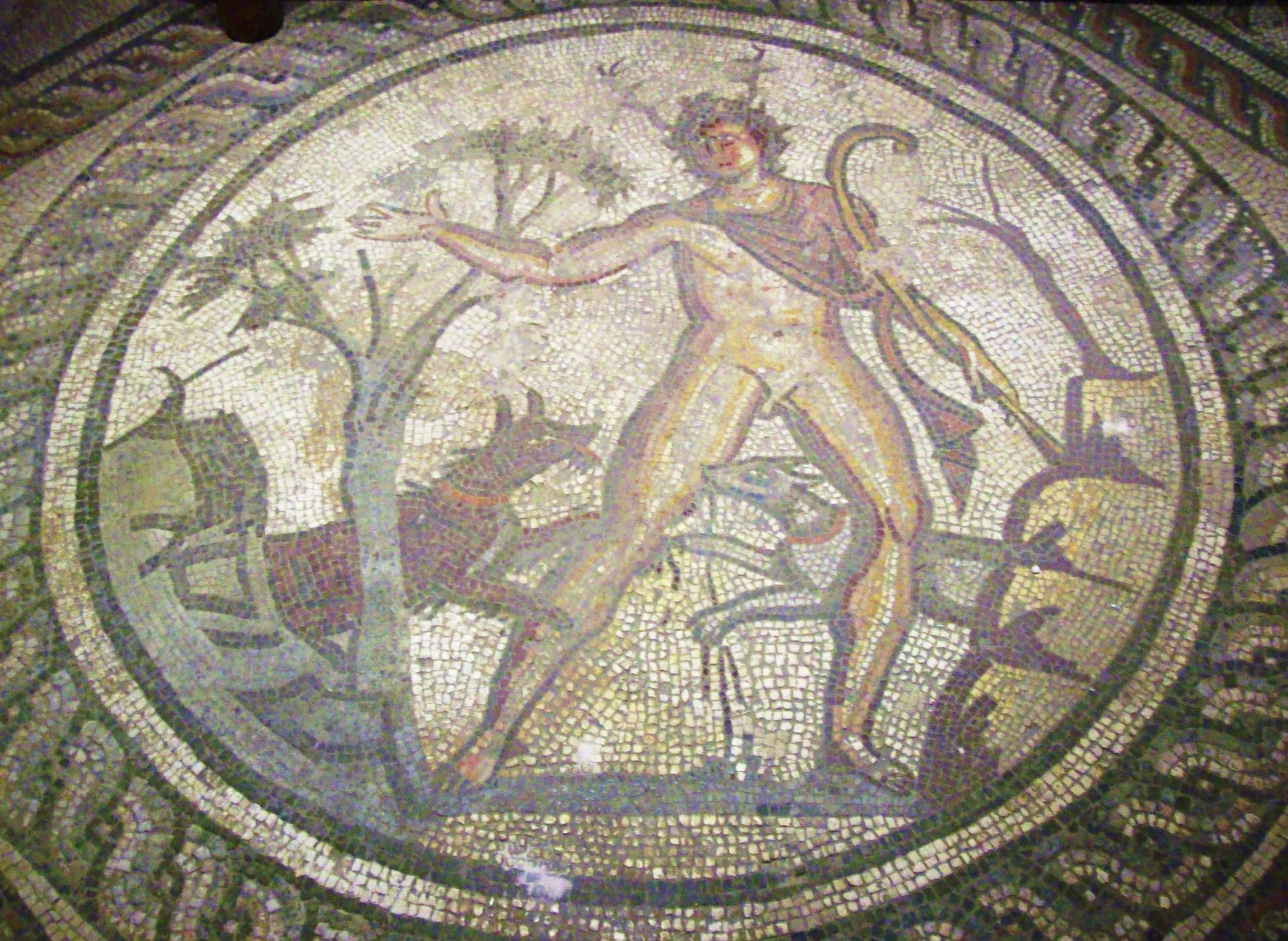
Mosaik mit Darstellung des Aktaion

#### Insula XVIII
Aus einem Haus in „Insula XVIII“ stammen geometrische Mosaiken und Reste von qualitätsvoller Wandmalerei. Einige Räume hatten Hypokausten.

#### Insula XX
In der „Insula XX“ konnten die Reste von mehreren Wohnhäusern ausgegraben werden. In einem Haus, das 1905 zum Teil ausgegraben wurde, fanden sich Teile eines Bades und ein Mosaik mit der Büste von Oceanus. Von einem weiteren Haus fanden sich 1964 drei Räume, die alle mit geometrischen Mosaiken ausgestattet waren. Die Mosaiken datieren vielleicht an die Wende vom 2. zum 3. Jahrhundert n. Chr. Vielleicht von einem dritten Haus stammt ein 1909 gefundenes Mosaik, das in das 2. Jahrhundert n. Chr. datiert.

#### Insula XXI
1950 kamen in der „Insula XXI“ Reste eines gut erhaltenen Mosaiks aus dem 2. Jahrhundert n. Chr. zu Tage.

#### Insula XXIII
Bei Grabungen im Jahr 1962 konnten kleine Teile eines Hauses erfasst werden. Es gab drei Bauphasen, in deren Verlauf das Haus verändert wurde. Der erste Bau datiert ans Ende des 1. oder in das 2. Jahrhundert n. Chr. Umbauten fanden dann im 2. Jahrhundert n. Chr. statt. Eine Mauer aus der ersten Phase war fast zu 1,8 Meter Höhe erhalten. An der Wand hafteten noch umfangreiche Reste von Wandmalereien. Über einem schwarzen Sockel, der mit geometrischen Mustern dekoriert ist, befindet sich der Hauptteil der Wand mit breiten gelben zwischen schmalen grünen Feldern.

#### Insula XXV
In „Insula XXV“ kamen in den Jahren 1964 bis 1966 Reste eines großen Hauses mit Innenhof zu Tage. Der Hof hatte einen Umgang, der wiederum mit wahrscheinlich sechs Säulen geschmückt war. Die Hofwände waren mit Wandmalereien dekoriert. Münzen datieren zum großen Teil in das 4. Jahrhundert n. Chr., doch gibt es kaum Hinweise darauf, wann das Haus errichtet wurde. An wenigen Stellen gibt es Belege für ältere Bebauung an Stelle dieses Hauses.

#### Sonstiges

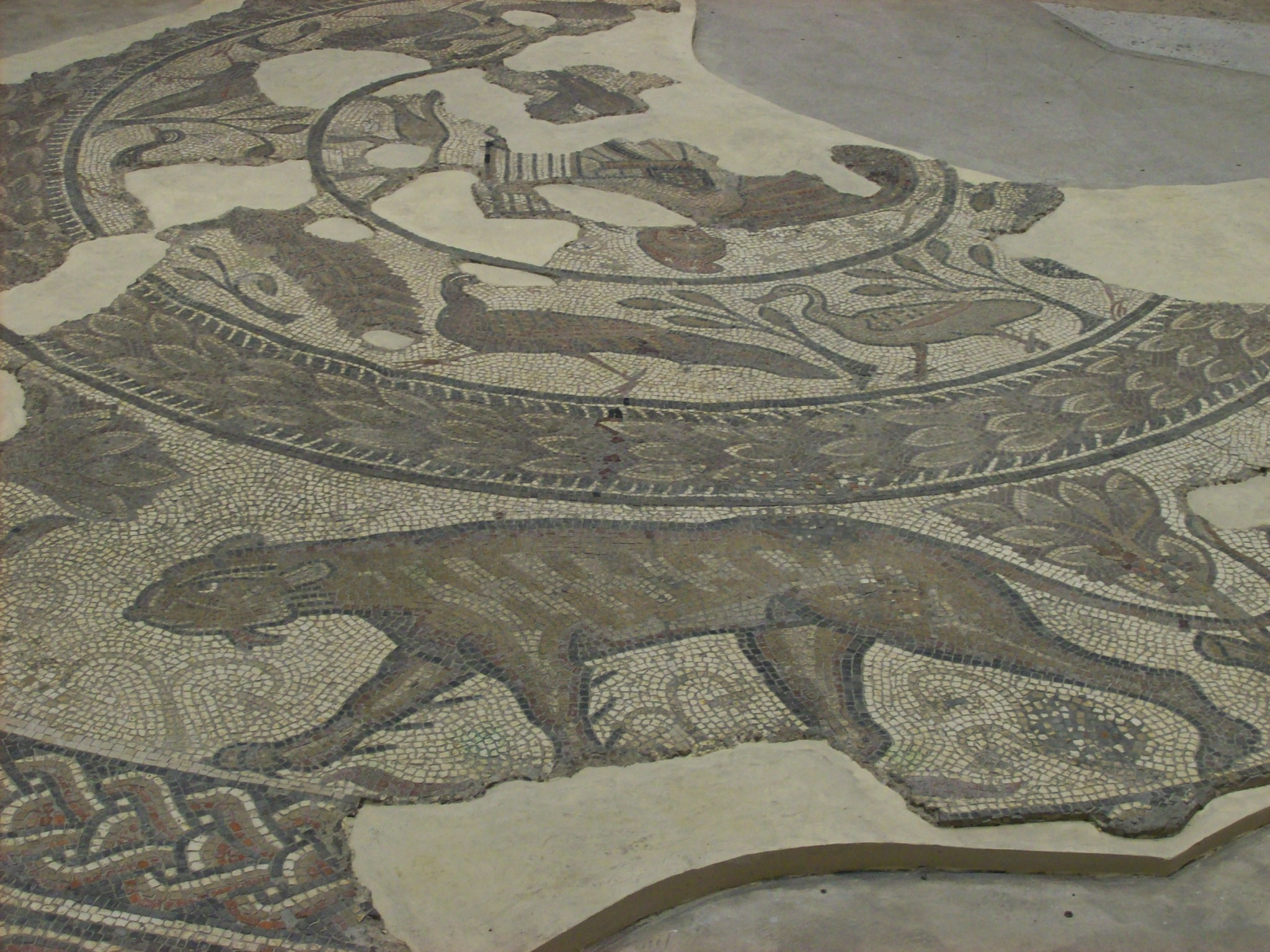
Mosaik mit Orpheus, das bei Barton Farm gefunden wurde

Auch außerhalb der Stadtmauern konnten Häuser beobachtet werden, die zumindest in einem Fall mit Mosaiken ausgestattet wurden. Bei Barton Farm, etwa 500 Meter nördlich der Stadtmauern, fand sich 1824 ein großes Mosaik, das als zentrales Motiv in einem inneren Kreis Orpheus zeigt. In zwei weiteren äußeren Kreisen sind diverse Tiere dargestellt. Beim Amphitheater, direkt am „Fosse Way“ konnte ein weiteres Haus ausgegraben werden. Es hatte zwei Räume. Wahrscheinlich handelte es sich um eine Werkstatt mit Wohnraum. Im ersten und größeren Raum fand sich ein Ofen, der vielleicht als Schmiede diente. Das Gebäude wurde um 280 errichtet und war bis etwa 330 n. Chr. in Betrieb. Am Ende des vierten Jahrhunderts wurde das Gebiet als Friedhof genutzt.

## Handel und Gewerbe
Als Hauptort einer Civitates war Corinium Dobunnorum das wirtschaftliche Zentrum des Stammes der Dobunni, wie das große Forum und der Markt bezeugen. Der Handel spielte sich auf verschiedenen Ebenen ab. Auf lokaler Ebene sind landwirtschaftliche Produkte der Umgebung in der Stadt gehandelt und eventuell weiterverkauft worden. Die Stadt lieferte im Gegenzug handwerkliche Produkte in die Umgebung. Neben diesem lokalen Handel wurden auch Produkte aus anderen Provinzen in die Stadt importiert und von hier aus in die Umgebung gehandelt. Dies ist vor allem anhand der Keramik gut zu verfolgen. In der Mitte des 1. Jahrhunderts n. Chr., als hier das Militärlager stand, kam der Großteil der Keramik aus Werkstätten Galliens. Am Ende des 1. Jahrhunderts änderte sich dies drastisch. Die meisten in der Stadt gefundenen Keramikgefäße aus dieser Zeit sind in Britannien produziert worden. Es handelt sich meist um einfache Gebrauchskeramik. Aus Gallien kam nur noch hochwertige Terra Sigillata, die aber immer noch einen nennenswerten Anteil an der in der Stadt im Umlauf befindlichen Keramik darstellte. Der Großteil der Keramik aus dieser Zeit stammte aus Werkstätten von Wiltshire, südlich von Corinium Dobunnorum gelegen. Im 4. Jahrhundert verloren diese Töpfereien an Bedeutung und der Großteil der in der Stadt genutzten Keramik kam nun aus Töpfereien von Oxfordshire.
In Corinium Dobunnorum fanden sich zahlreiche Mosaiken, die in ihrer Qualität über dem britischen Durchschnitt stehen und den Wohlstand der Stadt und der Region belegen. Hier operierte auch eine Mosaikwerkstatt, die in der Forschung als die Corinische Schule (Corinian School) bezeichnet wird. Es war die größte Werkstatt dieser Art in Britannien, die in der Stadt und in den Villen der Umgebung in der ersten Hälfte des 4. Jahrhunderts n. Chr. zahlreiche Fußböden verlegte. Sie konnte anhand von verschiedenen kleinen Details und Motiven auf diversen Mosaikfußböden identifiziert werden. Die genaue Organisation dieser Werkstatt ist jedoch nicht geklärt und es gab in den letzten Jahren Versuche, die Corinische Schule in weitere Gruppen zu unterteilen, wie zum Beispiel die Orpheus Group.

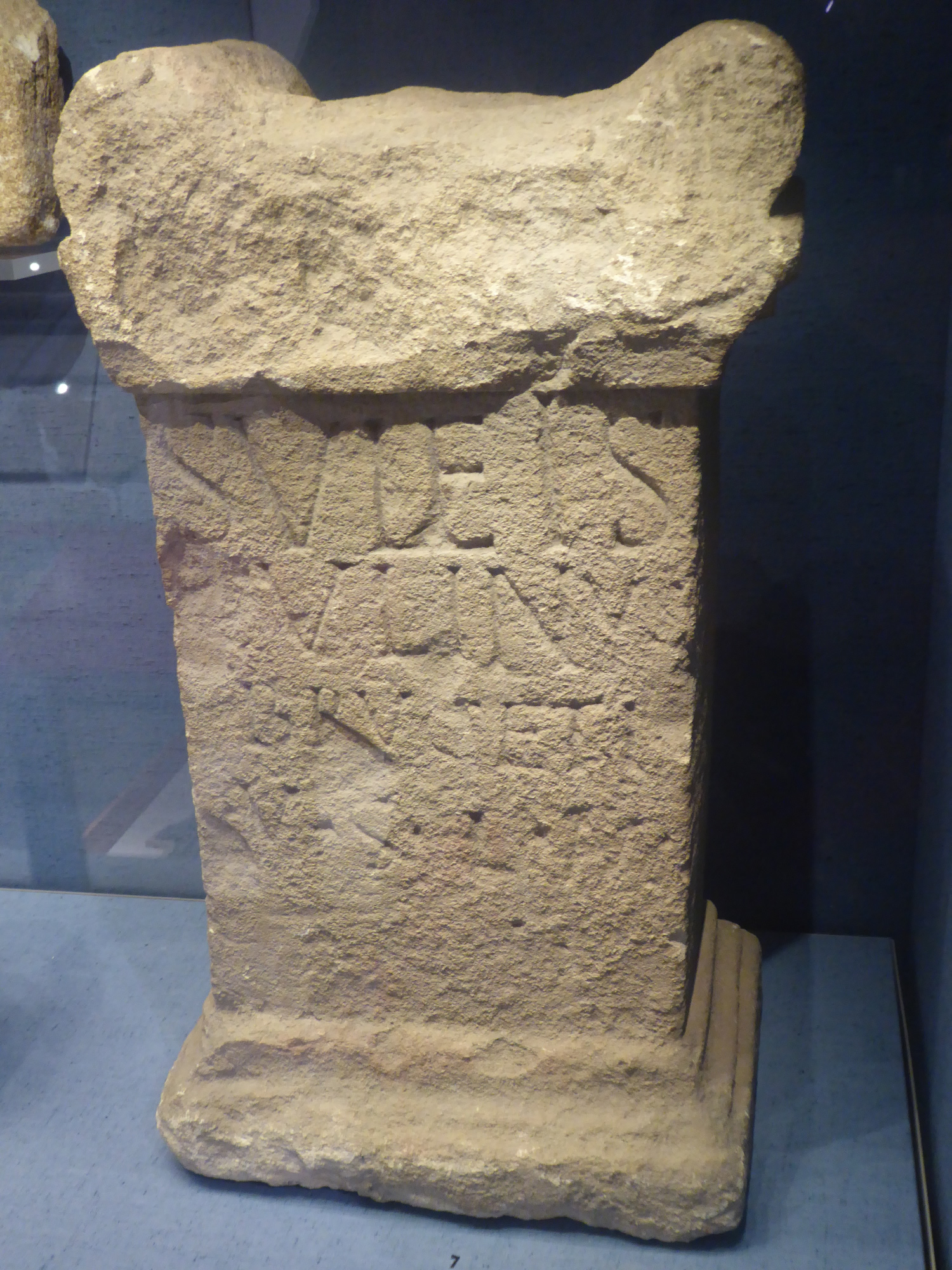
Altar des Sulinus

Aus Corinium Dobunnorum stammen auch viele Skulpturen, die in ihrer Qualität über dem Schnitt der britannischen Provinz stehen. Zu diesen Werken gehört das oben erwähnte Kapitell eine Jupitergigantensäule, der Kopf einer Merkur-Statue, der Kopf eines Flussgottes und ein Relief mit drei Muttergottheiten. Typisch für diese Werke sind eine Kombination von klassischen Naturalismus mit einer einheimischen Ausdruckskraft und einer starken Individualität. Es ist deshalb vermutet worden, dass sich hier eine gallische Werkstatt oder zumindest ein gallischer Künstler niederließ. Dies ist jedoch nicht beweisbar und es kann durchaus auch ein britannischer Künstler hochqualitative Werke angefertigt haben. Immerhin ist sogar der Name eines Bildhauers bekannt: Sulinus, Sohn des Brucetus hinterließ in Aquae Sulis (Bath) und Corinium Dobunnorum Altäre, die den Suleviae geweiht waren.
Ein anderer erschließbarer Industriezweig der Stadt ist eine Goldschmiede, da ein Tiegel, in dem sich noch Goldreste fanden, in „Insula II“ ausgegraben wurde. Möglicherweise gab es hier auch eine Werkstatt für Glasherstellung. In der Stadt oder zumindest in der Umgebung gab es auch eine Ziegelei, die ihre Ziegel mit der Aufschrift TPF stempelte.

## Friedhöfe
Außerhalb der Stadt gab es verschiedene Friedhöfe. Diese konnten vor allem im Westen und Süden festgestellt werden. Insbesondere im Südwesten, in der Nähe des Amphitheaters, wurde ein zusammenhängender Friedhofsteil mit 405 Erdbestattungen ausgegraben. Diese datieren in das 4. und vielleicht sogar in das 5. Jahrhundert n. Chr. Da man in dieser Zeit den Toten kaum Beigaben mitgab, ist eine genaue Datierung im Einzelfall oftmals nicht leicht. Ein Teil der Bestatteten wurde in Holzsärgen beigesetzt. Es fanden sich Nägel und zum Teil auch Scharniere. Es gab einige Steinsarkophage, die undekoriert und eher grob behauen waren. In einem Fall fand sich in einem Sarkophag ein Bleisarg.
Die Leichen wurden genauestens untersucht und liefern einen guten Querschnitt der damaligen Bevölkerung. Es ist der größte untersuchte Friedhof Westeuropas aus dieser Epoche. Es fanden sich dabei besonders viele Männerbestattungen (das Verhältnis Männer zu Frauen lag bei 2 zu 1), wobei deren Durchschnittssterbealter 40,8 Jahre war, das der Frauen 37,8. Die Männer waren im Schnitt 1,70 Meter, die Frauen 1,52 Meter groß. Oftmals konnten Krankheiten nachgewiesen werden, so etwa die bisher ältesten im Römischen Reich belegten Fälle von Gicht. Gut 80 Prozent der hier Bestatteten litten unter Arthritis. Bemerkenswert war auch der hohe Anteil von Blei in den Knochen. Sechs der hier bestatteten Personen waren offensichtlich enthauptet worden. Der Zustand der Zähne war im Allgemeinen sehr gut.
In anderen Friedhöfen um die Stadt fanden sich Sarkophage und beschriftete Grabsteine. Aufgrund dieser Inschriften ist bekannt, dass ein gewisser Nemomnus Verecundus im Alter von 75 Jahren starb und dass Pulia Vicana und Publiius Vitalis das römische Bürgerrecht besaßen. Philus war ein Sequaner und starb in Corinium Dobunnorum mit 45 Jahren. Casta Castrensis und Julia Casta starben mit 33 Jahren, Aurelius Igennus (Ingennus) im jungen Alter von sechs Jahren und Lucius Petronius Comitinus im Alter von 40 Jahren. Ein weiterer Grabstein nennt einen gewissen Saturninus und ein anderer mit stark zerstörter Inschrift gehört vielleicht einem Legionär der Legio XII Fulminata, die in Melitene an der Ostfront stationiert war. Insgesamt belegen die Grabsteine vor allem, dass ein Teil der Bewohner der Stadt aus unterschiedlichsten Teilen des Römischen Reiches stammte.

## Römische Reste in der heutigen Stadt
Im heutigen Cirencester sind nicht viele Überreste der antiken Stadt erhalten. Das Amphitheater präsentiert sich heute als eine große Mulde in einem Park. Im Westen der Stadt sind Teile der Stadtmauer mit den Türmen zu sehen. Im Südosten der antiken Stadt sind sie als Erdwälle erhalten. Im Stadtzentrum ist die Apsis der Basilika auf dem Straßenbelag durch andersfarbige Steine in einer Sackgasse markiert. Die Funde im Stadtgebiet sind im Corinium Museum in Cirencester zu besichtigen. Die Sammlung gehört zu den wichtigsten provinzialrömischen Museen in England und ist besonders berühmt wegen der zahlreichen ausgestellten Mosaiken.

### Allgemeines
- Emil Hübner: Corinium 2. In: Paulys Realencyclopädie der classischen Altertumswissenschaft (RE). Band IV,1, Stuttgart 1900, Sp. 1232 (veraltet).
- Francis Haverfield: Roman Cirencester, in: Archaeologia 69 (1920), S. 161–209.
- Alan D. McWhirr: Roman Gloucestershire, Gloucester 1981, ISBN 0-904387-63-1, S. 21–58.
- John Wacher: The Towns of Roman Britain, Routledge, London/New York 1997, ISBN 0-415-17041-9, S. 302–323.
- Stephen R. Cosh, David S. Neal: Roman Mosaics of Britain, Bd. IV: Western Britain, The Society of Antiquaries of London, London 2010, ISBN 978-0-85431-294-8, S. 71–125.

### Ausgrabungsberichte
- John Wacher, Alan D. McWhirr: Early Roman Occupation at Cirencester, Cirencester Excavations I, Cirencester 1982
- Alan D. McWhirr, Linda Viner, Calvin Wells: Romano-British Cemeteries at Cirencester. Cirencester Excavations II. Cirencester Excavation Committee, Cirencester 1982.
- Alan D. McWhirr: Houses in Roman Cirencester, Cirencester Excavations III. Cirencester Excavation Committee, Cirencester 1986.
- Neil Holbrook (Hrsg.): Cirencester, The Roman Town Defences, Public Buildings and Shops, Cirencester Excavations V, Cotswold Archaeological Trust, Cirencester 1998, ISBN 0-9523196-3-2.
- Neil Holbrook (Hrsg.): Excavations and observations in Roman Cirencester, 1998-2007, with a review of archaeology in Cirencester 1958-2008, Circencester Excavations VI. Cotswold Archeology, Cirencester 2008, ISBN 978-0-9553534-2-0.